# 澳門巴士MT4路線
澳門巴士MT4路線是由新福利經營，往返關閘和氹仔客運碼頭的巴士路線。

## 簡介及歷史
- 土地工務運輸局原計劃於2007年年內推出MT4特別專線，以點對點的形式作快速疏導，並擬在沙梨頭北街（綠楊花園附近）設巴士站，行走於市區外圍的道路，到達路氹城的東段新路、澳門蛋、蓮花口岸等地點。[1]

- 2011年8月1日起，本線配合新巴士服務模式推行而開設，由新福利獨營。[2][3]

- 2011年8月28日起，本線總站由「媽閣總站」遷移至「凱泉灣總站」。[4][5]

- 2012年11月4日，新增停靠“霍英東博士大馬路／機場大馬路”站。[6]

- 2015年7月8日起，因土地工務運輸局正持續推進西灣湖景大馬路下水道工程，臨時停靠“河邊新街／下環”站。[7]

- 2016年1月16日，調整本線服務時間為06:00-00:00，班距為10-15分鐘。

- 2016年5月7日，本線延伸行程至筷子基北灣及臨時客運碼頭，同時由循環線改為雙向線，並改用大巴行駛。[8]

- 2016年5月28日，經考量行車安全，本線取消停靠「盧伯德圓形地」站。[9]

- 2016年6月25日，因配合輕軌高架橋吊裝工作，取消停靠「運動場圓形地」站，改停靠在體育路往運動場道方向位置新設之「運動場圓形地臨時站」。[10]

- 2016年8月20日，取消停靠「東亞運圓形地」、「東亞運大馬路／西灣大橋」站，新增停靠「西灣大橋／海洋大馬路」、「海洋花園／玫瑰苑」站。[11]

- 2016年12月10日，為改善路氹城區的巴士服務，新增停靠「路氹城馬路／新濠影匯」站。 [12]

- 2017年2月13日，於每日07:00-09:30加開由司打口開出的特班車。[13]

- 2017年2月25日，為進一步擴展本線的服務範圍，總站由「沙梨頭北街／筷子基北灣」站延伸至「關閘總站」，往臨時客運碼頭方向新增停靠「船澳街」站；往關閘方向改停靠「筷子基社屋」站，取消停靠「沙梨頭北街／筷子基北灣」站。[14]

- 2017年5月20日起，為配合氹仔客運碼頭即將啓用，同日起「臨時客運碼頭」站更名為「氹仔客運碼頭」站，待氹仔客運碼頭及其場內的新巴士站啓用後，本線將改停靠新巴士站。同時調整本線10:00-15:00時段之班距，由現時10分鐘改為10-12分鐘。[15]

- 2017年6月1日起，本線抵達氹仔客運碼頭總站後，先在一樓離境層巴士站清客，再前往地面入境層B車道巴士站上客。[16]

- 2017年8月23日，因超強颱風天鴿帶來的嚴重風暴潮影響，關閘總站出現嚴重水浸和破壞需要暫停使用，澳門半島總站臨時調整至“沙梨頭北街／筷子基北灣”站。[17]

- 2017年8月31日，澳門半島總站由「沙梨頭北街／筷子基北灣」站臨時調整至「紀念孫中山公園」站，新增停靠「何賢紳士大馬路」站。[18]

- 2017年12月20日，往氹仔客運碼頭方向之「路氹邊檢大樓」站更名為「路氹邊檢／新濠影匯」；往關閘方向維持停靠「路氹邊檢大樓-2」站。

- 2018年6月9日，取消停靠「駿景酒店」站，改停靠「南新花園」站。[19]

- 2018年7月15日，取消停靠「奧林匹克游泳館圓形地」站。

- 2018年7月21日，恢復停靠「運動場／賽馬會」站。

- 2018年12月15日，澳門半島總站遷回關閘總站，維持停靠現有站點並按原線行駛。[20][21]

- 2019年3月16日，因土地工務運輸局建造行人天橋工程的推進，暫不停靠「運動場／賽馬會」站。

- 2019年4月6日，為配合“內港北雨水泵站箱涵渠建造工程”，暫不停靠“十六浦”站。
- 2019年5月18日，配合建設發展辦公室重整，取消停靠「奧林匹克游泳館」站。

- 2019年7月27日起，多個巴士站開始改名：
  - “路氹城圓形地”站改名為“路氹西／銀河”；
  - “機場貨運站”站改名為“科大／機場貨運站”；
  - “保齡球中心”站改名為“東亞運／保齡球中心”；
  - “體育館／射擊路”站改名為“東亞運／熱帶公園”；
  - “體育館馬路／新濠天地”站改名為“路氹東／新濠天地”；
  - “體育館馬路／永利皇宮”站改名為“路氹東／永利皇宮”；
  - “新城大馬路／金光會展”站改名為“路氹西／金光會展”；
  - “水上街市”站改名為“沙梨頭街市”；
  - “運動場圓形地”站改名為“運動場／體育中心”。

- 2019年8月31日起，因“內港北雨水泵站箱涵渠建造工程”完工，本線恢復原線停靠。

- 2019年11月23日，恢復停靠“運動場／賽馬會”站。

- 2019年12月28日，“何賢紳士大馬路”改名為“何賢紳士馬路／青洲坊”；往返程方向新增停靠「柯維納馬路」站。[22]

- 2020年1月20日起，“火船頭街”改名為“內港客運碼頭”，並往司打口方向遷移。[23]

- 2020年8月18日14:30起，因路氹邊檢大樓停用，“路氹邊檢／新濠影匯”站改名為“蓮花路／新濠影匯”站；取消停靠“路氹邊檢大樓-2”站，改停靠“蓮花大橋”站。

- 2021年1月1日起，往氹仔客運碼頭開出的尾班車時間延長至凌晨1時。[24]

- 2021年1月9日起，取消停靠「蓮花大橋」站。[25]

- 2021年8月7日，為配合青茂口岸即將啟用，新增停靠「青茂／何賢紳士馬路」站。另外，“何賢紳士馬路／青洲坊”站更名為“青茂／青洲坊”站。[26][27]

- 2021年8月14日，新增停靠「青茂口岸」站。[28]

- 2021年11月27日起，本線往關閘方向改停靠位於火船頭街海關、萬事發酒店門外的旅遊巴上落客區及上落客貨區部份位置的“內港客運碼頭”站。[29]

- 2022年3月26日起，“東亞運／熱帶公園”站更名為“東亞運／巴黎人花園”。[30]

- 2022年5月28日起，本線往返程取消途經澳門運動場、銀河一帶，改經氹仔中央公園一帶。往氹仔客運碼頭方向新增停靠「基馬拉斯／氹仔中央公園」、「泉亮花園」、「氹仔茵景園」、「氹仔CEM貨倉」、「望德聖母灣馬路／連貫公路」站，取消停靠「運動場／體育中心」、「望德聖母灣馬路／軍營」站；往關閘方向新增停靠「望德聖母灣馬路／紅樹林」、「氹仔嘉樂庇馬路」、「信虹花園」、「百利寶花園」、「基馬拉斯／濠泊」站，取消停靠「排角／銀河」、「運動場／賽馬會」站。另外，「筷子基社屋」站更名為「俾若翰街／綠楊花園」站。[31]

- 2022年7月11日至17日，本線改以特別巴士專線方式營運，僅供特許人士乘搭。[32][33]

- 2022年7月18日至22日，因宣佈延長“相對靜止管理”措施，本線維持上述措施。[34]

- 2022年7月23日至8月7日，臨時增設特班車路線，往返路氹西一帶及離島醫療綜合體內主要地盤。[35]

- 2022年10月6日起，新增停靠“蓮花路／體育館馬路”臨時站。[36][37]

- 2022年12月3日起，「媽閣總站」更名為「西灣湖景大馬路／媽閣碼頭」。另外，上述臨時站調整為永久站點。[38][39][40]

- 2023年12月16日起，配合離島醫療綜合體啟用，並減少與輕軌路線的重疊，本線調整路氹城一帶行程。取消停靠“柯維納馬路”、“望德聖母灣馬路／連貫公路”、“新城大馬路／威尼斯人”、“路氹西／金光會展”、“蓮花路／新濠影匯”、“蓮花路／蓮花圓形地-2”、“東亞運／巴黎人花園”、“路氹東／新濠天地”、“機場大馬路／科大醫院”、“機場倉庫”、“科大／機場貨運站”、“霍英東馬路／永利皇宮”、“路氹東／永利皇宮”、“東亞運／保齡球中心”、“澳門東亞運動會體育館”、“路氹城馬路／新濠影匯”、“路氹西／銀河”、“新城大馬路／銀河”、“望德聖母灣馬路／紅樹林”站，新增停靠“西灣湖景大馬路／媽閣交通樞紐”、“連貫公路／新濠天地”、“連貫公路／倫敦人”、“連貫公路／巴黎人花園”、“蓮花圓形地”、“澳門協和醫院／綜合服務大樓”、“溜冰路／東亞運體育館”、“機場大馬路／上葡京”、“機場大馬路／永利皇宮”、“機場大馬路／輕軌車廠”、“機場大馬路／航空圓形地”、 “溜冰路／葡京人”、“路環發電廠”、“連貫公路／巴黎人”、“連貫公路／威尼斯人”站。[41]
- 2024年4月30日起，以試行形式新增停靠「射擊路／上葡京」站，取消停靠「機場大馬路／航空圓形地」站。[42]

## 本線特色
- 本線是經過最多邊境口岸的路線。
（關閘邊檢大樓、青茂口岸、內港客運碼頭、氹仔客運碼頭、澳門國際機場）
- 本線為首條行經全段媽閣至林茂塘時限性巴士專道的路線。
- 本線雖被定義為「澳氹線」，但其中一站「澳門協和醫院／綜合服務大樓」站位於路環區，是眾多澳氹線中其中一條有中途站設於路環區的路線。

## 使用車輛
2016年5月7日前：
- 蘇州金龍KLQ6930GE3
- 蘇州金龍KLQ6108GQ30
- 蘇州金龍KLQ6108GQ28

2020年12月31日前：
- 蘇州金龍KLQ6108GQE5
- 蘇州金龍KLQ6115GQ
- 蘇州金龍KLQ6108GQ28E4

2021年11月起：
- 蘇州金龍KLQ6108GQ30
- 蘇州金龍KLQ6108GQ28
- 蘇州金龍KLQ6108GQ28E4
- 蘇州金龍KLQ6115GQ
- 蘇州金龍KLQ6116GHEV
- 宇通ZK6116SHEVPG

2022年7月8日起：
- 蘇州金龍KLQ6116GHEV
- 蘇州金龍KLQ6108GQ28E4
- 蘇州金龍KLQ6108GQE5

2022年7月23日起：
- 蘇州金龍KLQ6116GHEV
- 蘇州金龍KLQ6108GQ28E4
- 蘇州金龍KLQ6115GQ

2022年8月4日起：
- 蘇州金龍KLQ6116GHEV
- 蘇州金龍KLQ6108GQ28E4
- 蘇州金龍KLQ6115GQ
- 蘇州金龍KLQ6108GQ30
- 蘇州金龍KLQ6108GQE5
- 宇通ZK6116SHEVPG

2022年10月1日起：
- 蘇州金龍KLQ6116GHEV
- 蘇州金龍KLQ6108GQ28E4
- 蘇州金龍KLQ6115GQ
- 蘇州金龍KLQ6108GQ30
- 蘇州金龍KLQ6108GQE5
- 蘇州金龍KLQ6109GQHEV5
- 宇通ZK6116SHEVPG

2022年12月10日起：
- 蘇州金龍KLQ6116GHEV
- 蘇州金龍KLQ6108GQ28E4
- 蘇州金龍KLQ6115GQ
- 蘇州金龍KLQ6108GQ30
- 蘇州金龍KLQ6108GQE5
- 宇通ZK6116SHEVPG

2022年12月29日起：
- 蘇州金龍KLQ6116GHEV
- 蘇州金龍KLQ6116GHEV1
- 蘇州金龍KLQ6108GQ28E4
- 蘇州金龍KLQ6108GQE5
- 宇通ZK6116SHEVPG

2023年1月4日起：
- 蘇州金龍KLQ6116GHEV
- 蘇州金龍KLQ6116GHEV1
- 蘇州金龍KLQ6108GQ28E4
- 蘇州金龍KLQ6108GQE5

2023年1月14日起：
- 蘇州金龍KLQ6116GHEV1
- 蘇州金龍KLQ6116GHEV2
- 蘇州金龍KLQ6108GQ28E4
- 蘇州金龍KLQ6108GQE5

2023年1月18日起：
- 蘇州金龍KLQ6116GHEV1
- 蘇州金龍KLQ6116GHEV2
- 蘇州金龍KLQ6108GQ28E4
- 蘇州金龍KLQ6108GQE5
- 蘇州金龍KLQ6106GHEV
- 宇通ZK6116SHEVPG

2023年1月29日起：
- 蘇州金龍KLQ6116GHEV1
- 蘇州金龍KLQ6116GHEV2
- 蘇州金龍KLQ6108GQ28E4
- 蘇州金龍KLQ6108GQE5
- 蘇州金龍KLQ6115GQ
- 宇通ZK6116SHEVPG

2023年3月10日起：
- 蘇州金龍KLQ6116GHEV1
- 蘇州金龍KLQ6116GHEV2
- 蘇州金龍KLQ6116GHEV
- 蘇州金龍KLQ6108GQ28E4
- 蘇州金龍KLQ6108GQE5
- 蘇州金龍KLQ6115GQ
- 宇通ZK6116SHEVPG

2023年4月起：
- 蘇州金龍KLQ6116GHEV1
- 蘇州金龍KLQ6116GHEV2
- 蘇州金龍KLQ6116GHEV
- 蘇州金龍KLQ6108GQ28E4
- 蘇州金龍KLQ6108GQE5
- 宇通ZK6116SHEVPG

2024年3月29日起：
- 蘇州金龍KLQ6116GHEV1
- 蘇州金龍KLQ6116GHEV2

2024年7月起：
- 蘇州金龍KLQ6116GHEV1
- 蘇州金龍KLQ6116GHEV2
- 宇通ZK6116SHEVPG

## 電牌
| 往澳門方向                   | 往澳門方向   | 往澳門方向 |
| 日期                         | 頭牌         | 圖例       |
| ---------------------------- | ------------ | ---------- |
| 2011年8月28日前              | 媽閣         |            |
| 2011年8月28日至2016年5月7日  | 凱泉灣       |            |
| 2016年5月7日至2017年2月25日  | 筷子基北灣   |            |
| 2017年8月27日至2017年9月1日  | 筷子基北灣   |            |
| 2017年2月25日至2017年8月27日 | 關閘         |            |
| 2018年12月15日後             | 關閘         |            |
| 2017年9月1日至2018年12月15日 | 孫中山公園   |            |
| 往氹仔方向                   |              |            |
| 日期                         | 頭牌         | 圖例       |
| 2016年5月7日前               | 科大醫院     |            |
| 2016年5月7日至2017年6月1日   | 臨時客運碼頭 |            |
| 2017年6月1日起               | 氹仔客運碼頭 |            |

## 路線資料

### 收費
| 收費類別     | 收費類別                      | 收費類別             | 費用 |
| ------------ | ----------------------------- | -------------------- | ---- |
| 現金         | 現金                          | 現金                 | $6.0 |
| 境外支付工具 | 支付寶（內地及香港）          | 支付寶（內地及香港） | $6.0 |
| 境外支付工具 | 雲閃付 非綁定澳門銀聯卡       |                      | $6.0 |
| 境外支付工具 | 微信支付（內地及香港）        |                      | $6.0 |
| 境外支付工具 | 交通聯合 非澳門發行的全國通卡 |                      | $6.0 |
| 境內支付工具 | 澳門通                        | 全民卡               | $3.0 |
| 境內支付工具 | 澳門通                        | 學生卡               | $1.5 |
| 境內支付工具 | 澳門通                        | 長者卡               | 免費 |
| 境內支付工具 | 澳門通                        | 殘疾卡               | 免費 |
| 境內支付工具 | 聚易用＋                      | 聚易用＋             | $3.0 |

### 服務時間及班距
| 服務時間                      | 服務時間     | 星期一至六  | 星期日 （含公眾假期） |
| ----------------------------- | ------------ | ----------- | --------------------- |
| 關閘總站                      | 關閘總站     | 05:45-01:00 | 05:45-01:00           |
| 氹仔客運碼頭                  | 氹仔客運碼頭 | 06:00-00:45 | 06:00-00:45           |
| 班距                          | 尖峰         | 6-10分鐘    | 8-12分鐘              |
| 班距                          | 離峰         | 8-15分鐘    | 12-18分鐘             |
| 懸掛8號風球後15分鐘開出尾班車 |              |             |                       |

### 路線停站
| MT4  | 關閘 ↔ 氹仔客運碼頭 | 關閘 ↔ 氹仔客運碼頭          | 關閘 ↔ 氹仔客運碼頭     | 關閘 ↔ 氹仔客運碼頭 | 關閘 ↔ 氹仔客運碼頭      | 關閘 ↔ 氹仔客運碼頭     |
| 序號 | 往程                | 往程                         | 往程                    | 返程                | 返程                     | 返程                    |
| 序號 | 站號                | 站名                         | 輕軌站／出入境口岸      | 站號                | 站名                     | 輕軌站／出入境口岸      |
| 1    | M1/11               | 關閘總站                     | 關閘邊檢大樓            | T345/3              | 氹仔客運碼頭             | 氹仔碼頭站 氹仔客運碼頭 |
| 2    | M63                 | 紀念孫中山公園               |                         | T356/3              | 澳門機場                 | 機場站 澳門國際機場     |
| 3    | M67                 | 青茂口岸                     | 青茂口岸                | T418                | 機場大馬路／輕軌車廠     |                         |
| 4    | M65                 | 青茂／青洲坊                 | 青茂口岸                | T433                | 射擊路／上葡京           |                         |
| 5    | M102                | 船澳街                       |                         | T435                | 溜冰路／葡京人           |                         |
| 6    | M126                | 林茂／信譽灣畔               |                         | T348                | 路環發電廠               |                         |
| 7    | M127                | 海邊新街                     |                         | T385                | 蓮花路／蓮花圓形地-1     |                         |
| 8    | M125                | 栢港停車場                   |                         | T360                | 連貫公路／新濠影匯       |                         |
| 9    | M136/2              | 粵通碼頭                     |                         | T376/2              | 連貫公路／巴黎人         |                         |
| 10   | M139/1              | 司打口                       | 內港客運碼頭            | T363/2              | 連貫公路／威尼斯人       |                         |
| 11   | M184                | 河邊新街／街市               |                         | T306/1              | 氹仔嘉樂庇馬路           |                         |
| 12   | M188                | 河邊新街／下環               |                         | T314/2              | 信虹花園                 |                         |
| 13   | M203/2              | 媽閣廟站                     |                         | T311/1              | 百利寶花園               |                         |
| 14   | M277                | 西灣湖景大馬路／媽閣交通樞紐 | 媽閣站                  | T370                | 基馬拉斯／濠珀           |                         |
| 15   | T431                | 西灣大橋／海洋大馬路         |                         | T327                | 賽馬會                   | 馬會站                  |
| 16   | T335/1              | 海洋廣場                     |                         | T337                | 氹仔海濱花園             | 海洋站                  |
| 17   | T338                | 海洋花園衛生中心             | 海洋站                  | T334                | 海洋花園／紫荊苑         |                         |
| 18   | T332/2              | 南新花園                     | 馬會站                  | T430                | 海洋花園／玫瑰苑         |                         |
| 19   | T369                | 基馬拉斯／氹仔中央公園       |                         | M198/1              | 西灣湖景大馬路／媽閣碼頭 | 媽閣站                  |
| 20   | T309                | 泉亮花園                     |                         | M183/1              | 河邊新街／凱泉灣         |                         |
| 21   | T313                | 氹仔茵景園                   |                         | M140/1              | 河邊新街／李道巷         |                         |
| 22   | T315                | 氹仔CEM貨倉                  |                         | M137/2              | 內港客運碼頭             | 內港客運碼頭            |
| 23   | T375                | 連貫公路／新濠天地           |                         | M132/2              | 十六浦                   |                         |
| 24   | T380                | 連貫公路／倫敦人             |                         | M129                | 沙梨頭街市               |                         |
| 25   | T379                | 連貫公路／巴黎人花園         |                         | M128                | 林茂／澳門遊艇會         |                         |
| 26   | T359                | 蓮花圓形地                   |                         | M108/1              | 俾若翰街／綠楊花園       |                         |
| 27   | C702                | 澳門協和醫院／綜合服務大樓   | 協和醫院站              | M60                 | 青茂／何賢紳士馬路       | 青茂口岸                |
| 28   | T384                | 蓮花路／體育館馬路           |                         | M1/11               | 關閘總站                 | 關閘邊檢大樓            |
| 29   | T436                | 溜冰路／東亞運體育館         |                         |                     |                          |                         |
| 30   | T434                | 機場大馬路／上葡京           |                         |                     |                          |                         |
| 31   | T419                | 機場大馬路／永利皇宮         |                         |                     |                          |                         |
| 32   | T345/3              | 氹仔客運碼頭                 | 氹仔碼頭站 氹仔客運碼頭 |                     |                          |                         |

## 客量
- 本線延伸至筷子基北灣後，客量有所上升。當進一步延伸關閘後，由於分流1、25B路線客量，因此客量再進一步提升。新福利因應乘客不斷上升，為加快疏導人流，方便市民在早上尖峰時段快捷地前往上班目的地[43]，解決下環區難搭本線問題。在早上尖峰時段增設多班由司打口開出的特班車，在初期更會派出工作人員在現場貼出告示牌，提醒乘客。[44]
- 根據2020年公報，本線在2019年度共開出101,847班，乘車人次為7,605,734人次，平均每班接載74.7人次。
- 根據2021年第四季巴士統計資料中，日均乘客超過21,785人次，為該年日均乘客之最。[45]
- 根據2022年第一季巴士統計資料中，日均乘客量為20,761人次，排名降至第三。
- 根據2022年第二季巴士統計資料中，日均乘客量為20,456人次，排名僅次於3路線[46][47]。
- 根據2022年第四季巴士統計資料中，日均乘客量為19,698人次，排名降至第三。[48]
- 根據2023年第一季巴士統計資料中，日均乘客量為22,171人次，排名穩定在第三，僅次於33和25B路線。[49]
- 根據2023年第二季巴士統計資料中，日均乘客量為23,845人次，排名上升到第一，超越前一季的33和25B路線。[50]

## 本線分流路線
- 澳門巴士MT4S路線（已取消）

## 曾計劃增設快線
- 新福利在2017年9月份曾向交通事務局申請開辦MT4X快速路線，路線以MT4路線跳站式形式行駛，由孫中山公園開出，到達氹仔客運碼頭後經友誼大橋前往孫中山公園。但計劃被交通事務局否決。[51]

## 批評
- 2022年5月28日，交通事務局大幅度調整本線的行程，取消途經澳門運動場和輕軌排角站一帶，改經氹仔中央公園一帶，使本線額外增加行車時間，引起不少市民在社交網站上批評相關措施。有網民直指氹仔嘉樂庇馬路在上午和傍晚尖峰時間車多繁忙，改線後會導致相關路段在尖峰時間的擠塞情況更加惡劣，加上本線客量在大部分時間特別是日間時段往返方向均出現“頂閘”的情況；特別是在傍晚至晚間尖峰時段更為明顯，在改線消息一出後，部分市民於社交網站留言表示擔心改線後情況會雪上加霜。而本線更改目的被認為是跟5月24日起持澳門通人士可直接入閘乘坐澳門輕軌有關，變相目的是使受影響的人士被迫改用輕軌服務，同時使輕軌載客量上升；[52]加上該局於當日公佈的《澳門陸路整體交通運輸規劃（2021-2030）》公開諮詢，提倡“輕軌為先，巴士為輔”有關，導致本線大規模調整氹仔一帶的走線和行程。[53][54] 新福利亦在網站個案跟進中表示，有關MT4路線調整，配合政府整體線網規劃，改行氹仔中央公園一帶及氹仔嘉樂庇總督馬路。[55]

- 2023年12月8日，輕軌氹仔線正式延伸至媽閣站，標誌著輕軌服務正式連接澳門半島及氹仔；[56][57] 由於本線大部分行程與輕軌氹仔線大致重疊，加上運輸工務司多次強調澳門未來出行方式將以“輕軌為主，巴士為輔”，有關調整安排最終由同月16日起，以配合離島醫療綜合體的啟用名義作出實施，大規模取消途經與氹仔線沿線重疊的站點，包括路氹西站至科大站地面出口旁的多個站點，亦包括連接輕軌馬會站的「柯維納馬路」站；相關安排評價褒貶不一，有網民指以上葡京和澳門葡京人距離輕軌東亞運站稍遠，為乘客提供多一條路線選擇往返；加上本線改經連貫公路，冀有關修改能夠分流前往中區包括新馬路和大三巴的乘客；但亦有網民批評修改走線目的，同樣是迫使受影響乘客改用輕軌服務，同時對原本在橫琴口岸通過轉乘前往澳門科技大學R座一帶上下課的就讀學生造成不便；改線也讓於輕軌東亞運站上下班的員工造成不便。[58]

- 2025年7月3日，北區社區服務諮詢委員會舉行平常會議，委員李翠芬在議程前發言時表示本線途經青茂口岸及筷子基主要站點時客流量多，有居民反映本線在早晚高峰時段乘車體驗不佳，經常需等待兩趟車，甚至要「逼上車」。又指出本線雖與61路線有重疊，但覆蓋範圍有限，因此大部分居民選乘前者，造成後者資源閑置，認為要應優化61路線，承接過剩客量。[59]

## 重大意外
- 2015年10月8日，一輛行駛本線的蘇州金龍KLQ6930GE3（車隊編號：K116），在澳門東亞運動會體育館附近被一個彈起的沙井蓋擊穿油箱，導致燃油漏出。新福利表示已更換巴士及清理油漬。

- 2023年1月中旬，一輛行駛本線的蘇州金龍KLQ6116GHEV（車隊編號：HE49），在體育館大馬路美獅美高梅附近發生異常故障車頂冒煙，消防到場用水降溫處理。新福利經調查表示，疑“熱失控”導致。事發後，新福利停駛全數同款車輛並全面檢查。[60]

- 2024年3月28日，一輛行駛本線的蘇州金龍KLQ6116GHEV（車隊編號：HE38），在西灣湖景大馬路輕軌媽閣站附近發生異常故障車頂冒煙，消防到場用水降溫處理。事發後，全數同款車輛再次停駛，並留廠作全面檢查。直至該年8月起陸續恢復營運，改為行駛32、72、701X等路程較短的路線。

## 圖片集

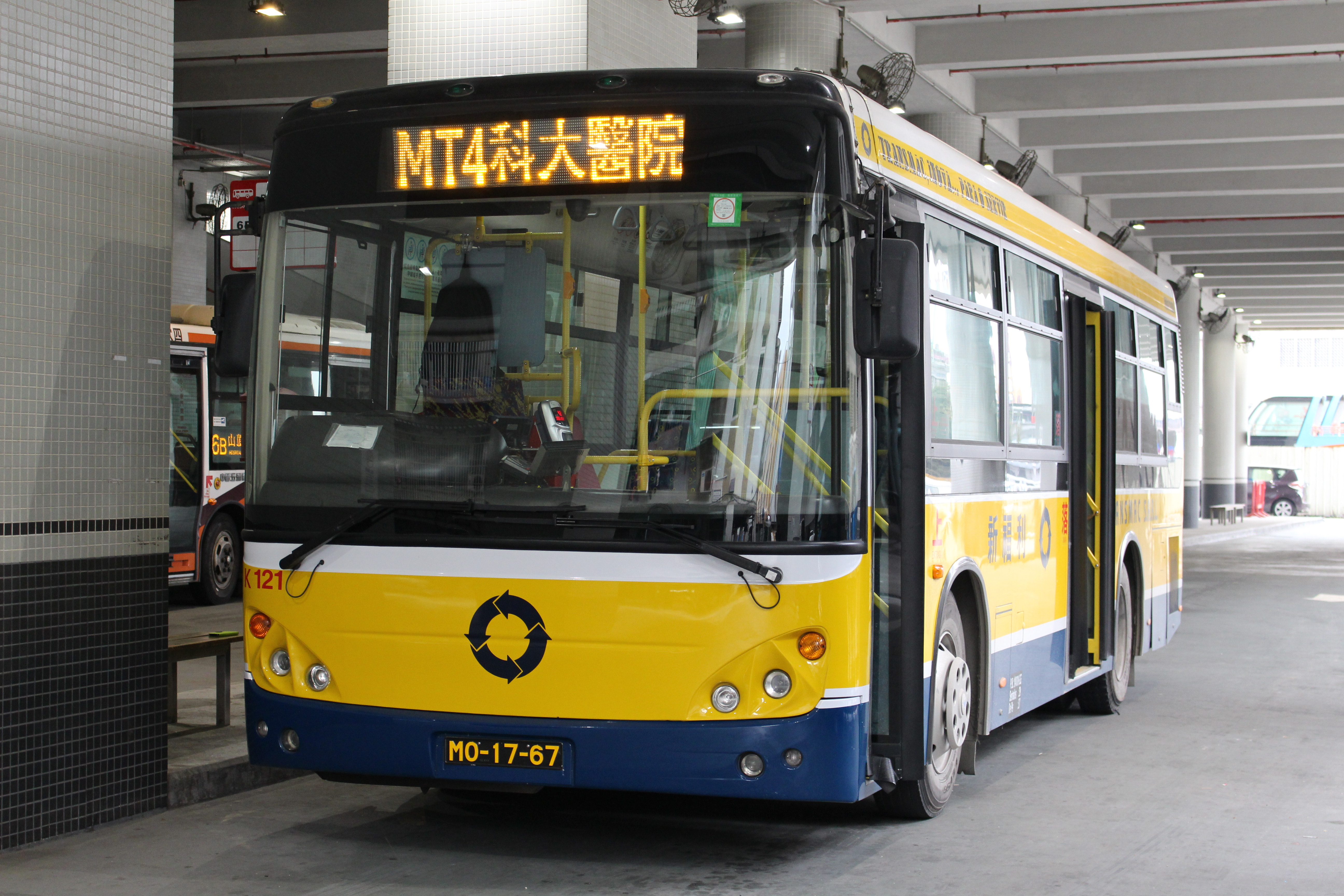
蘇州金龍KLQ6930GE3
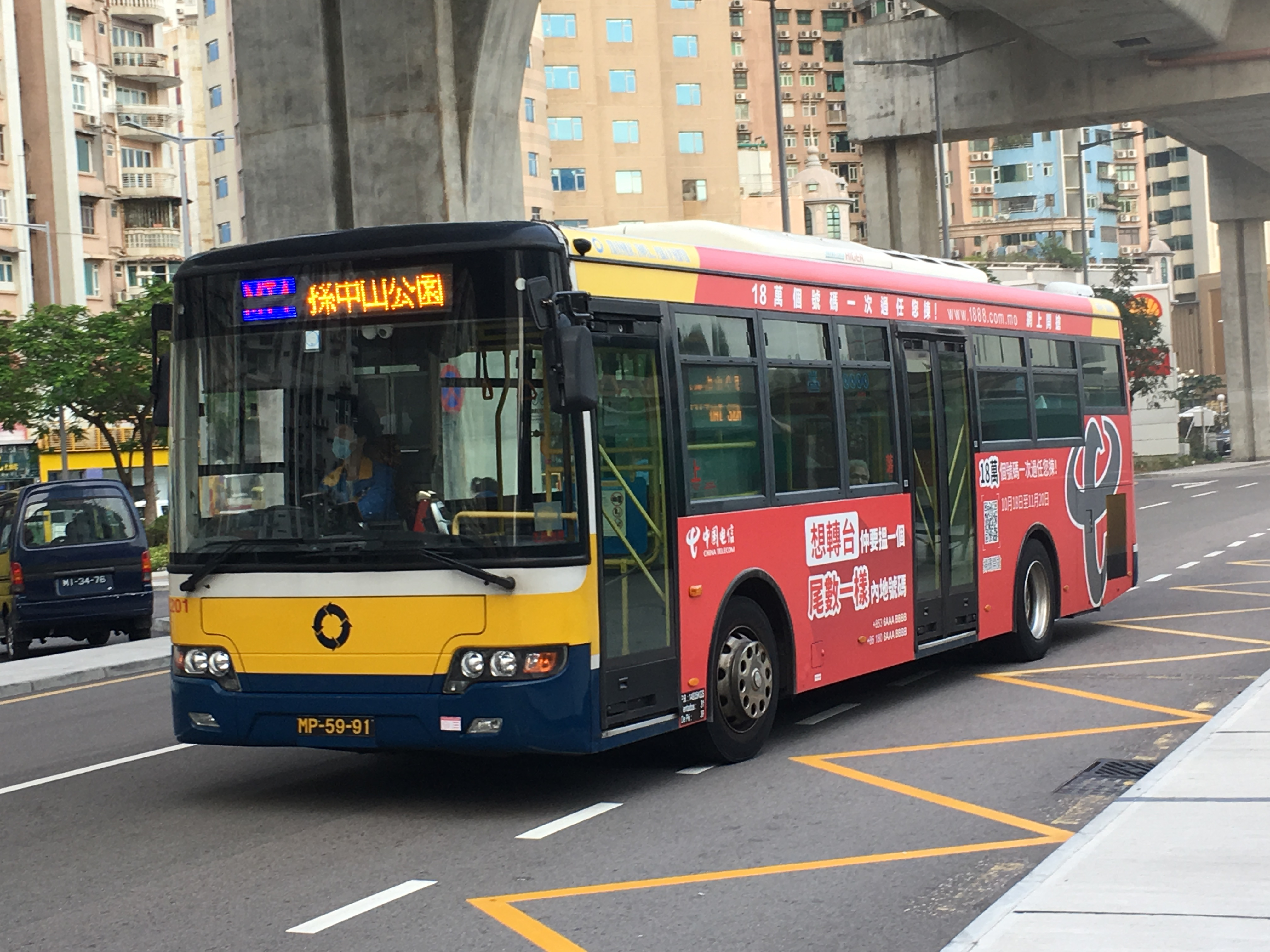
蘇州金龍KLQ6108GQ30
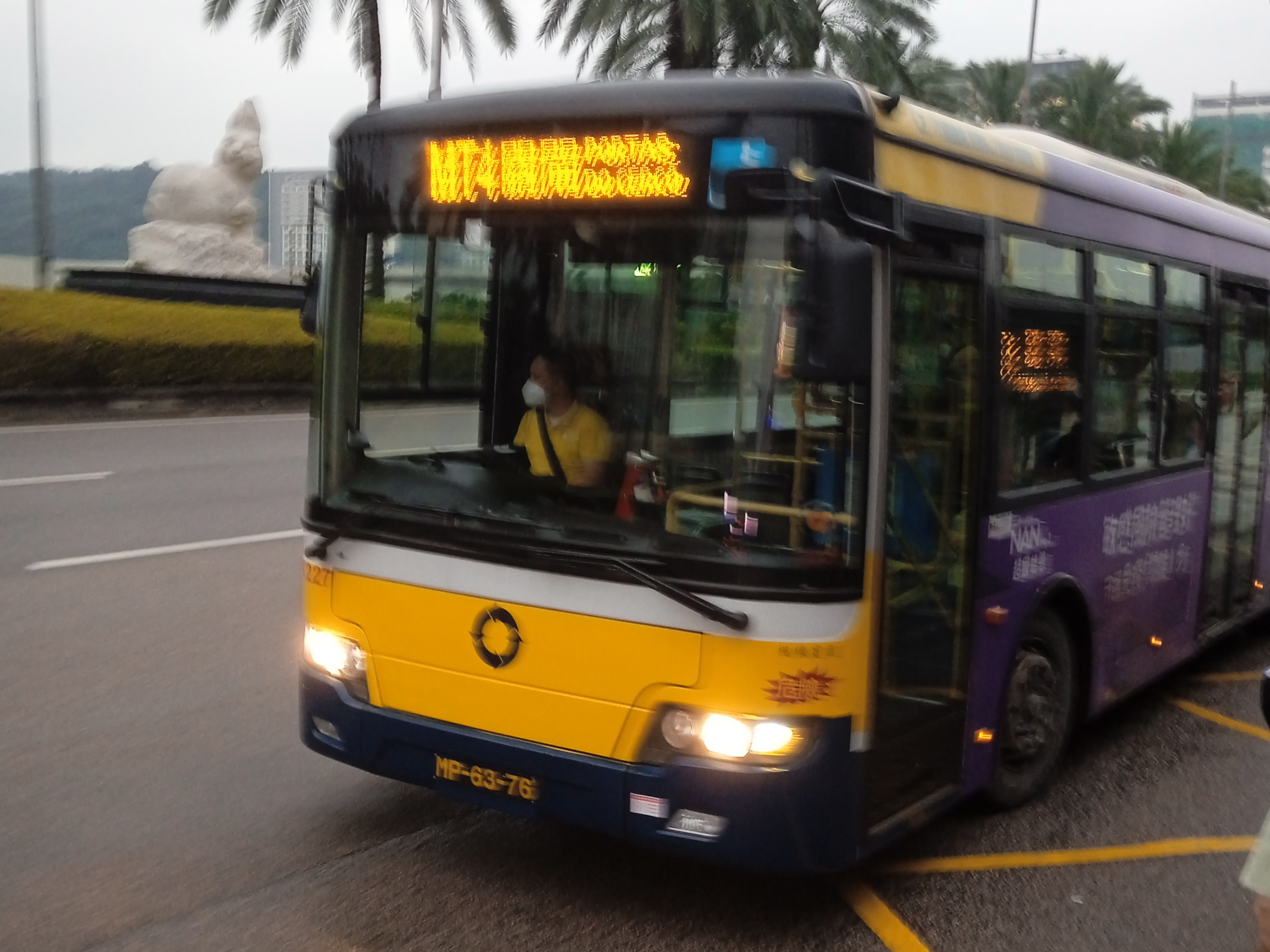
蘇州金龍KLQ6108GQ28
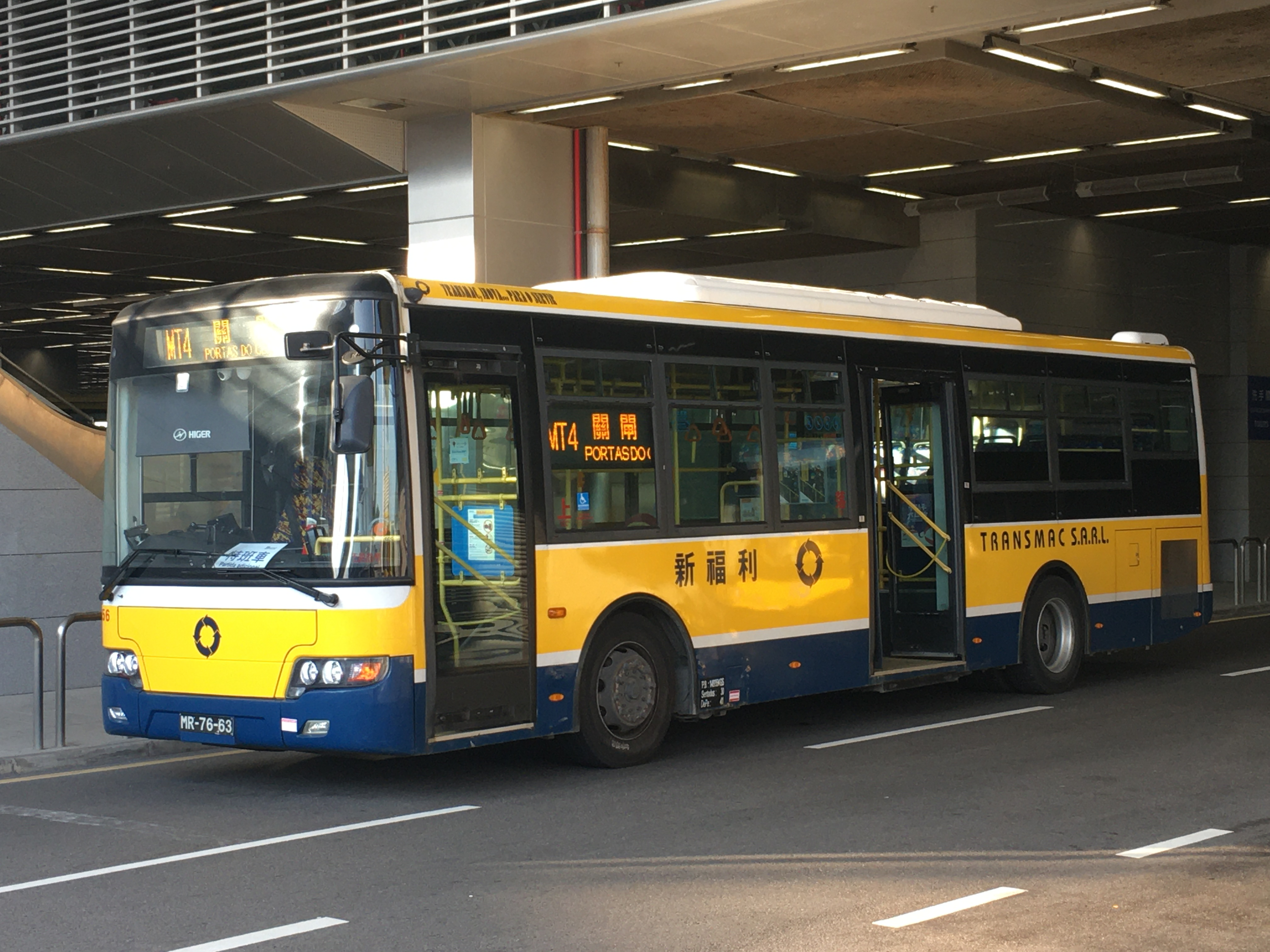
蘇州金龍KLQ6108GQ28E4
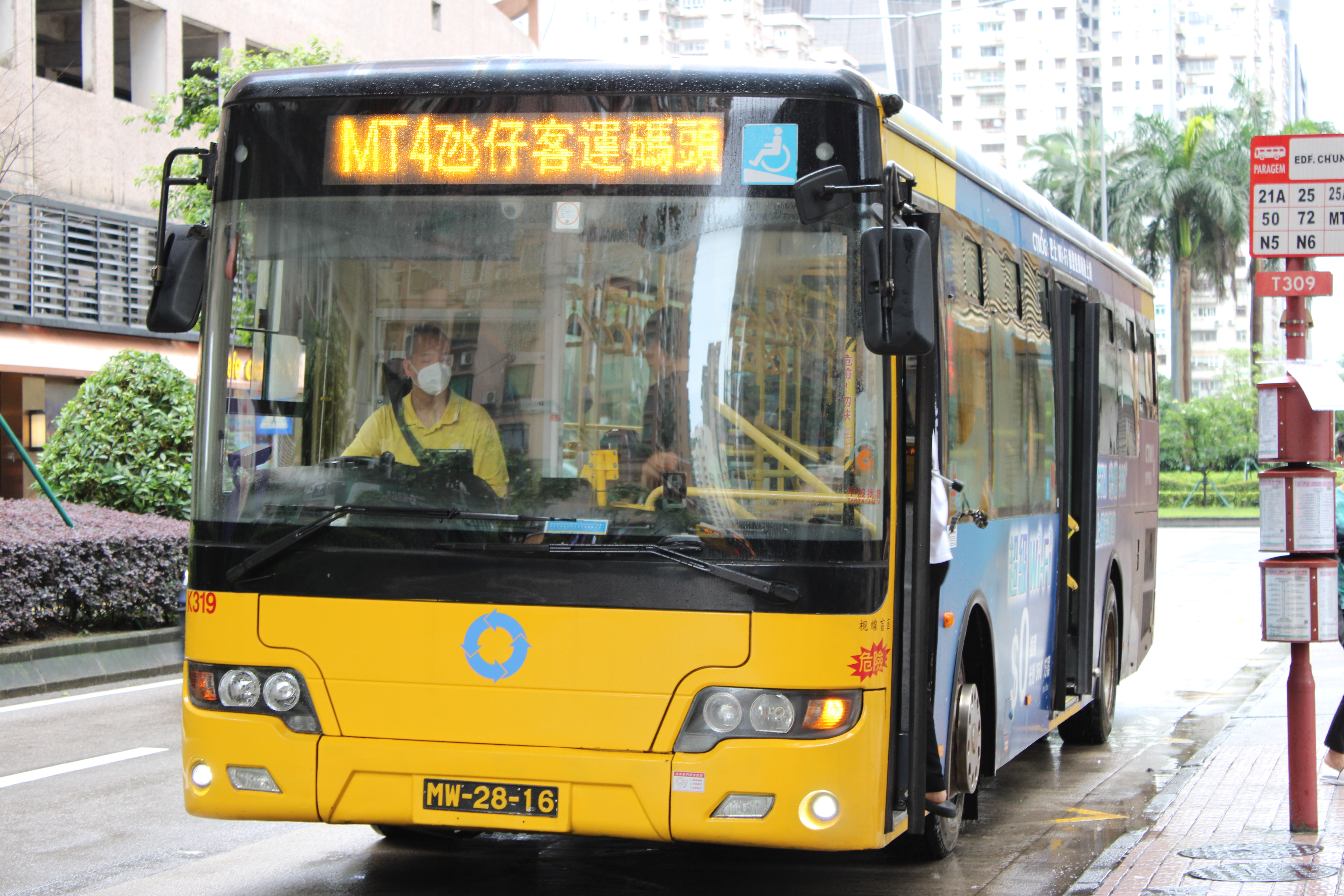
蘇州金龍KLQ6108GQ28E4
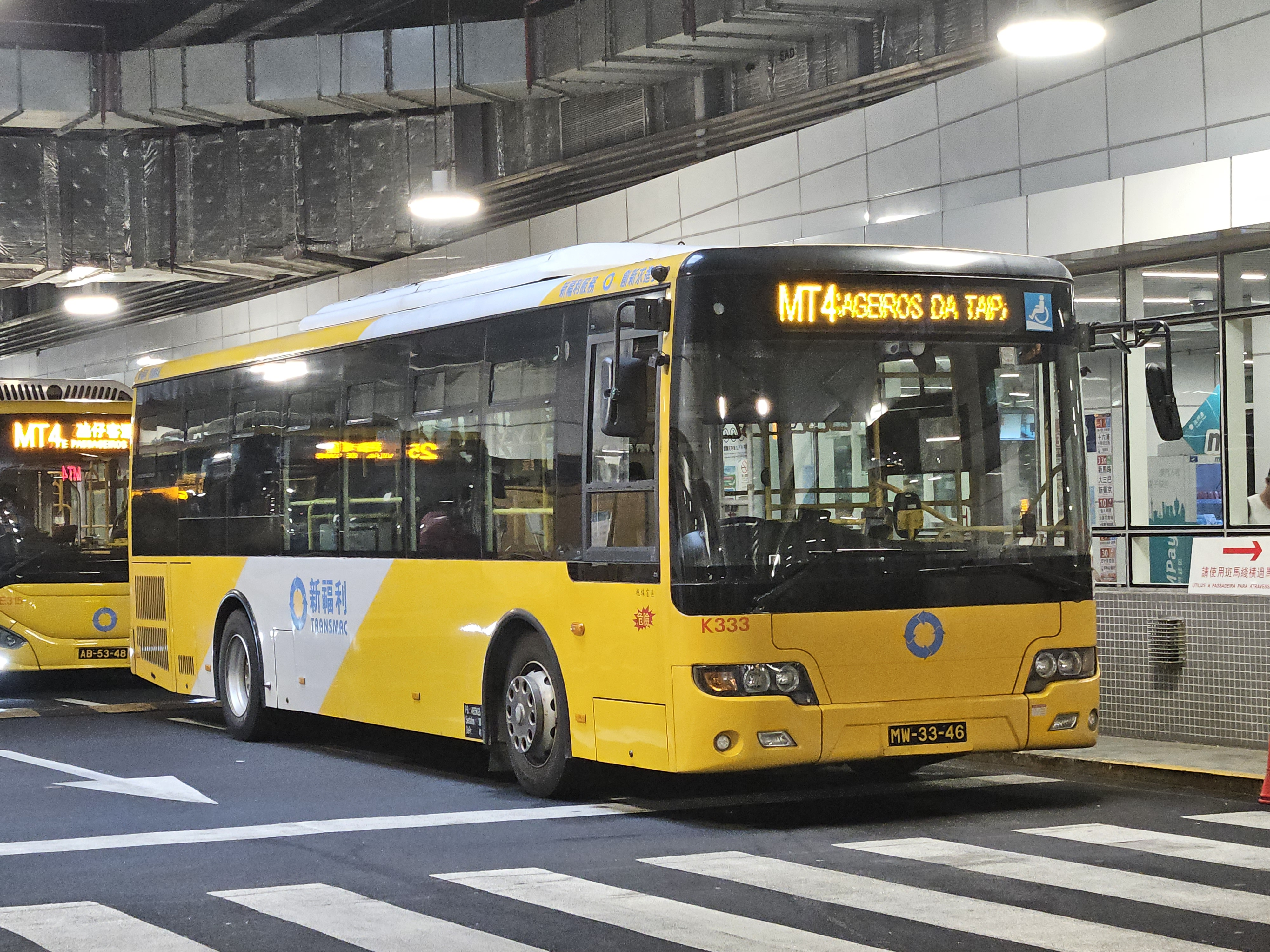
蘇州金龍KLQ6108GQ28E4
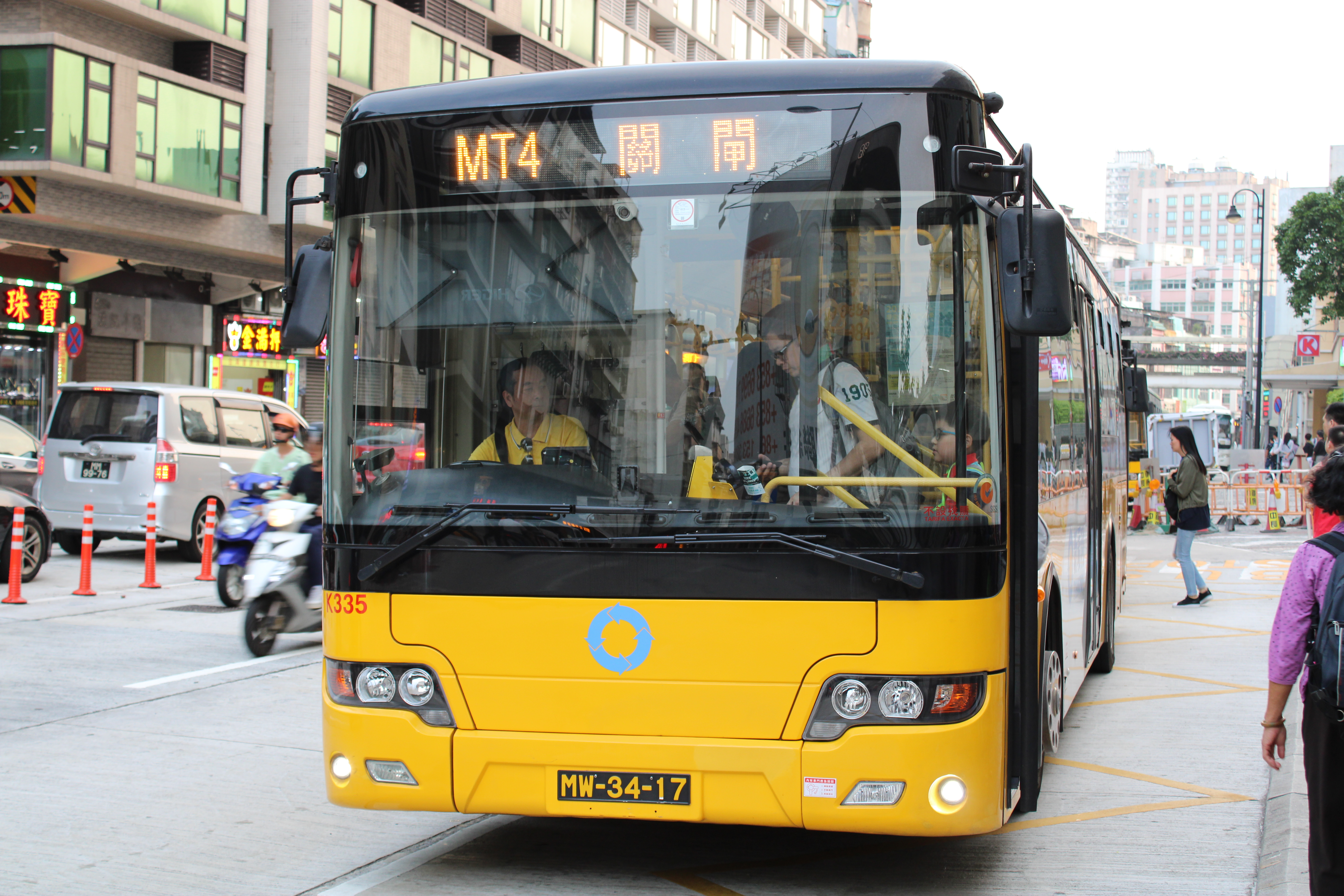
蘇州金龍KLQ6108GQ28E4
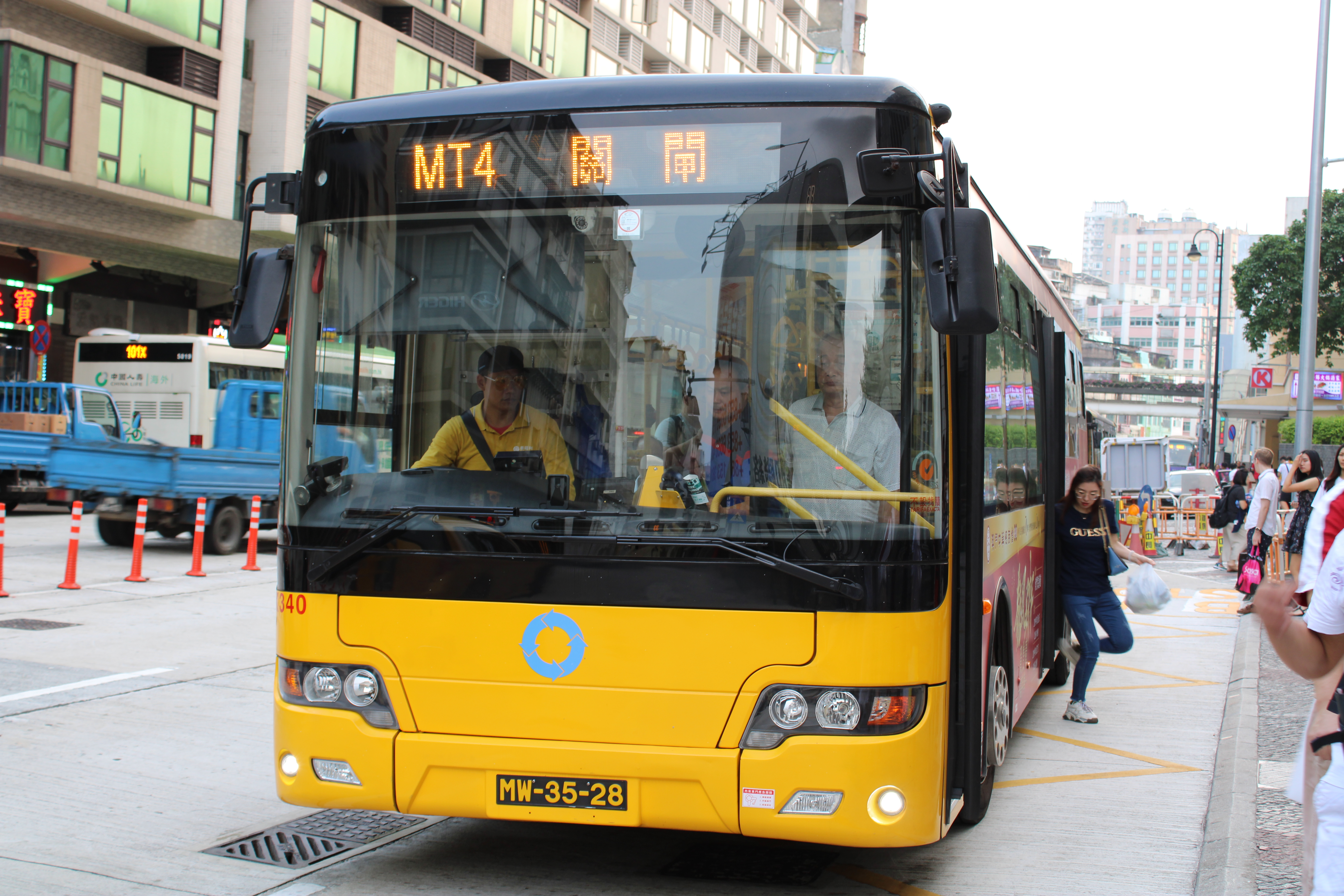
蘇州金龍KLQ6108GQ28E4
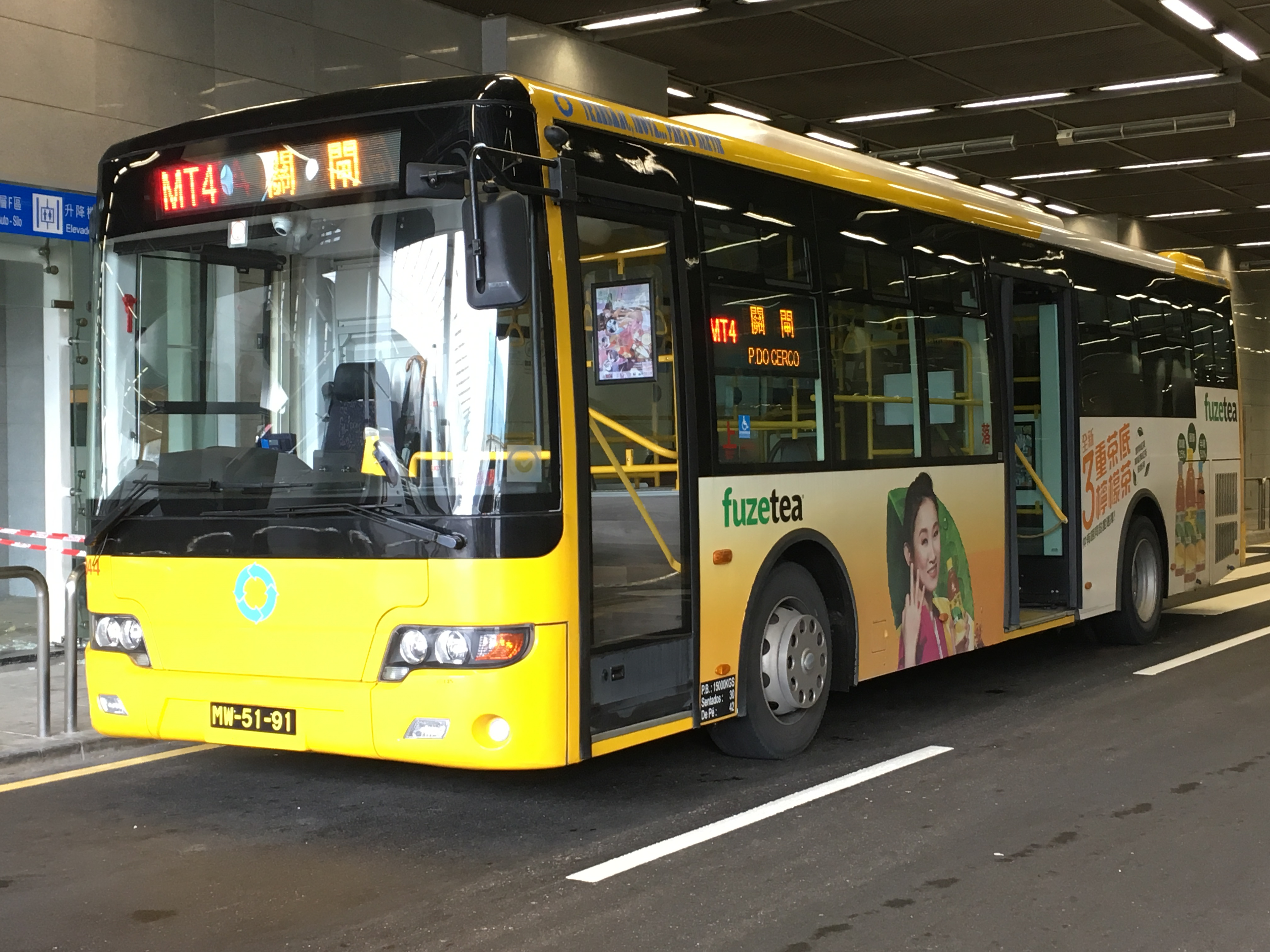
蘇州金龍KLQ6108GQE5
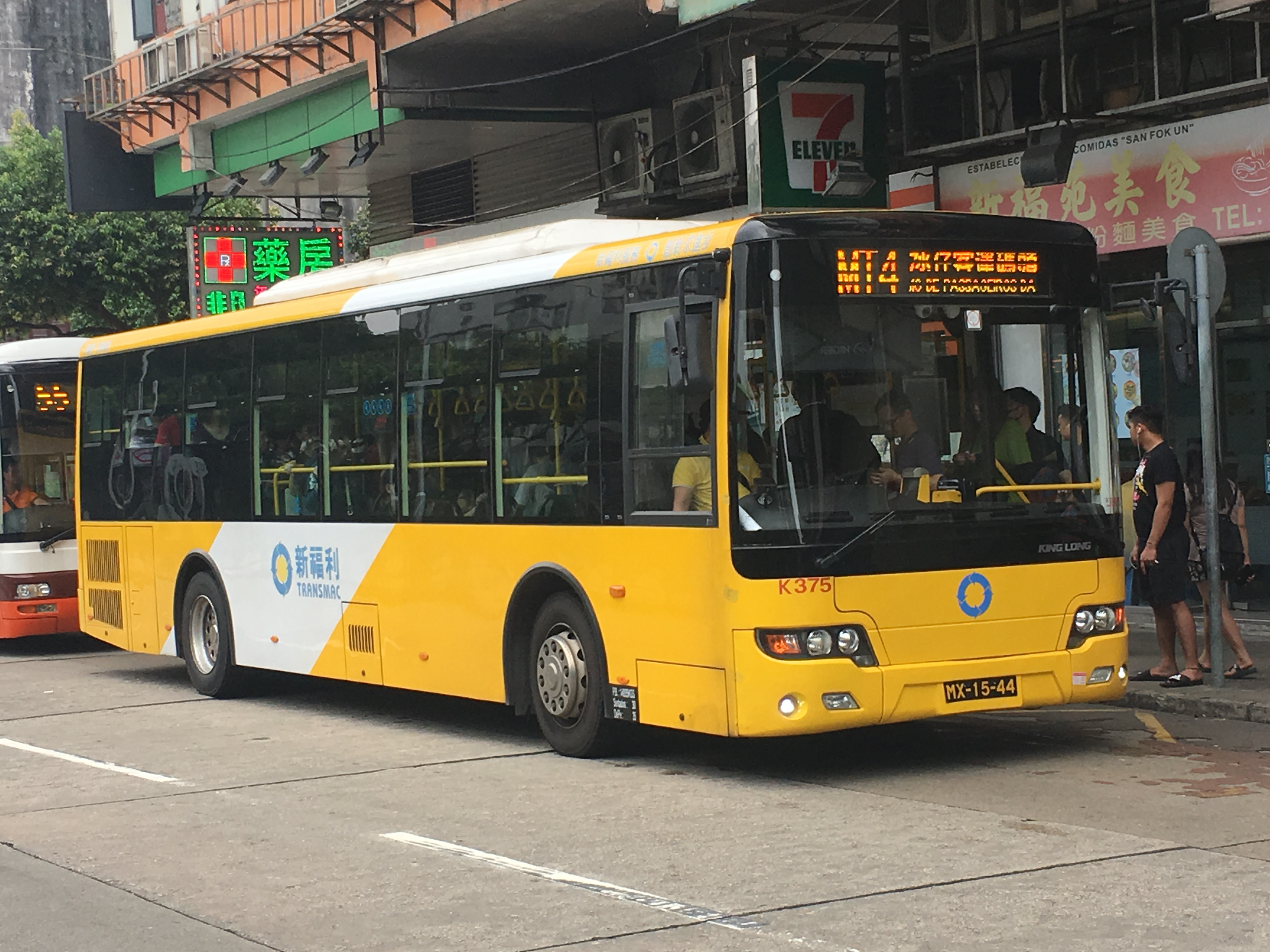
蘇州金龍KLQ6108GQE5
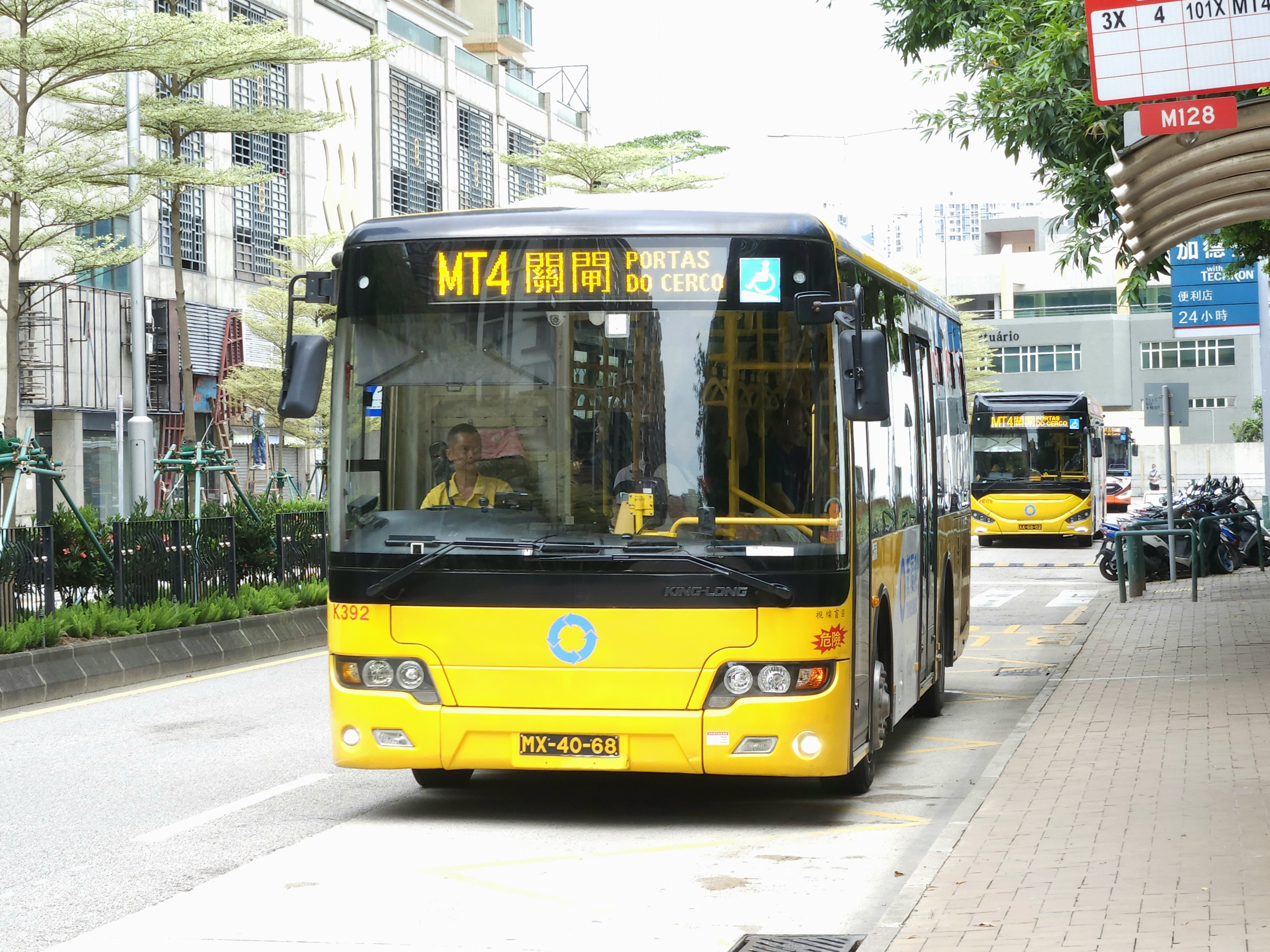
蘇州金龍KLQ6960GQE5
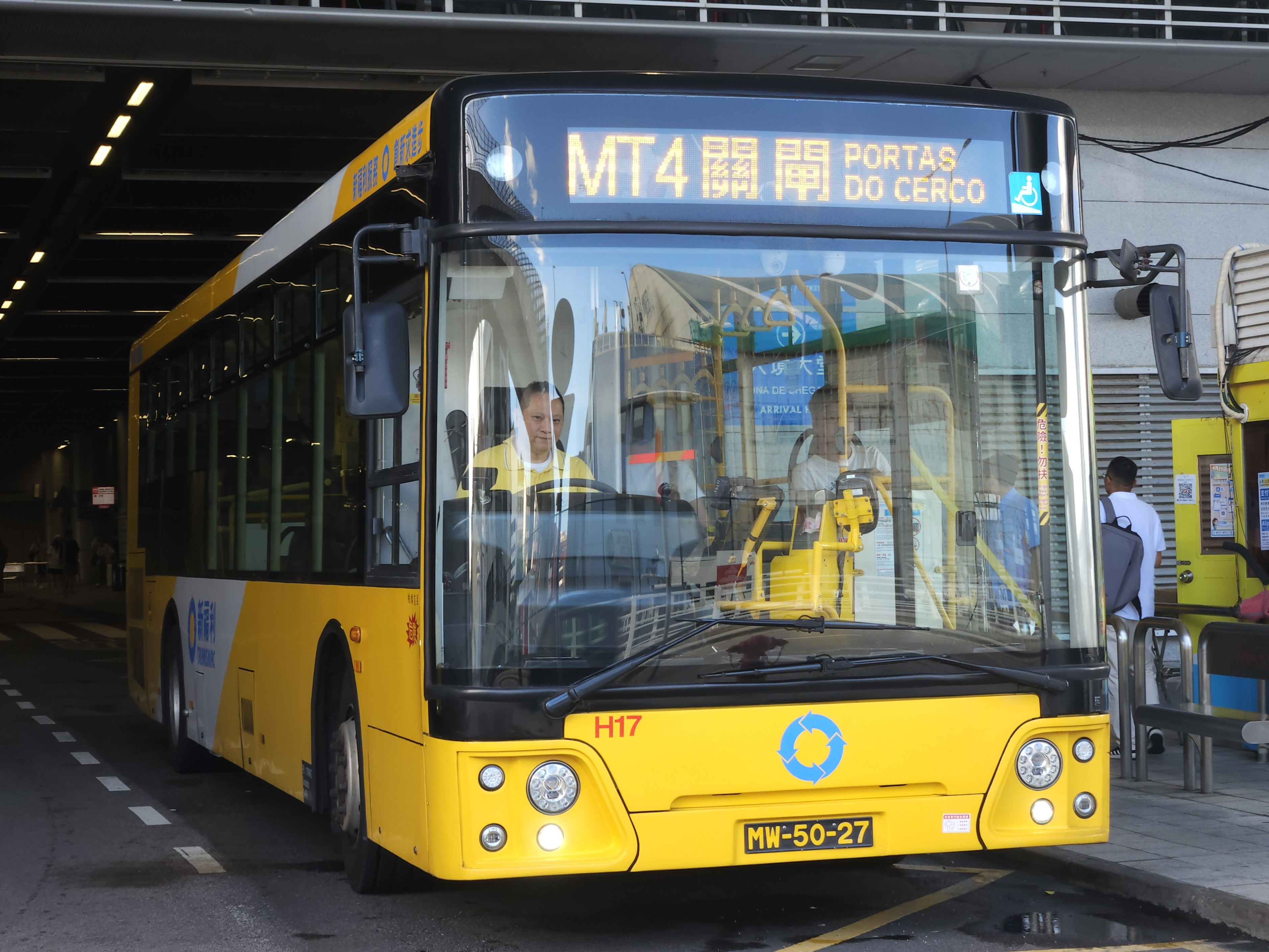
蘇州金龍KLQ6115GQ
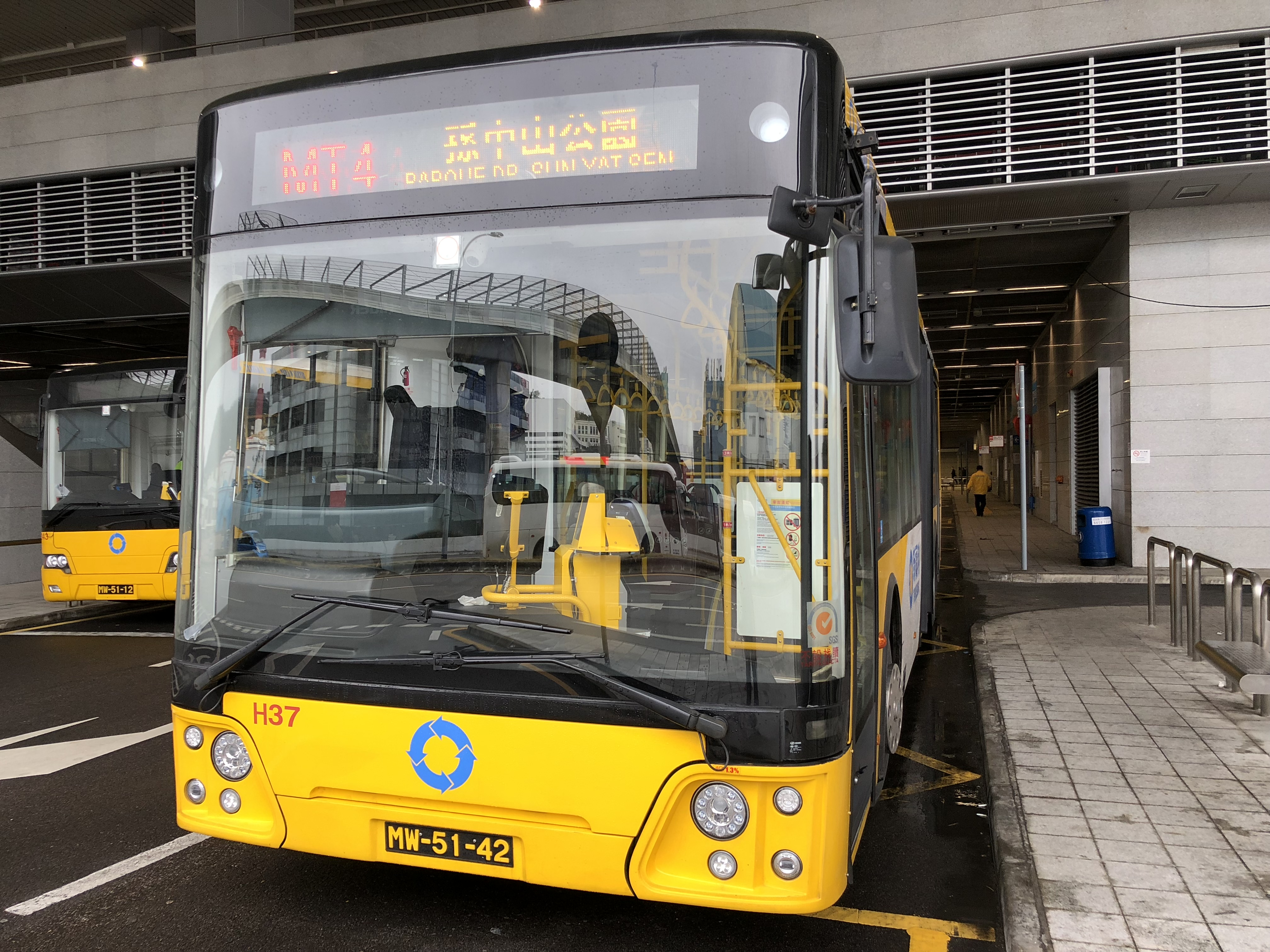
蘇州金龍KLQ6115GQ
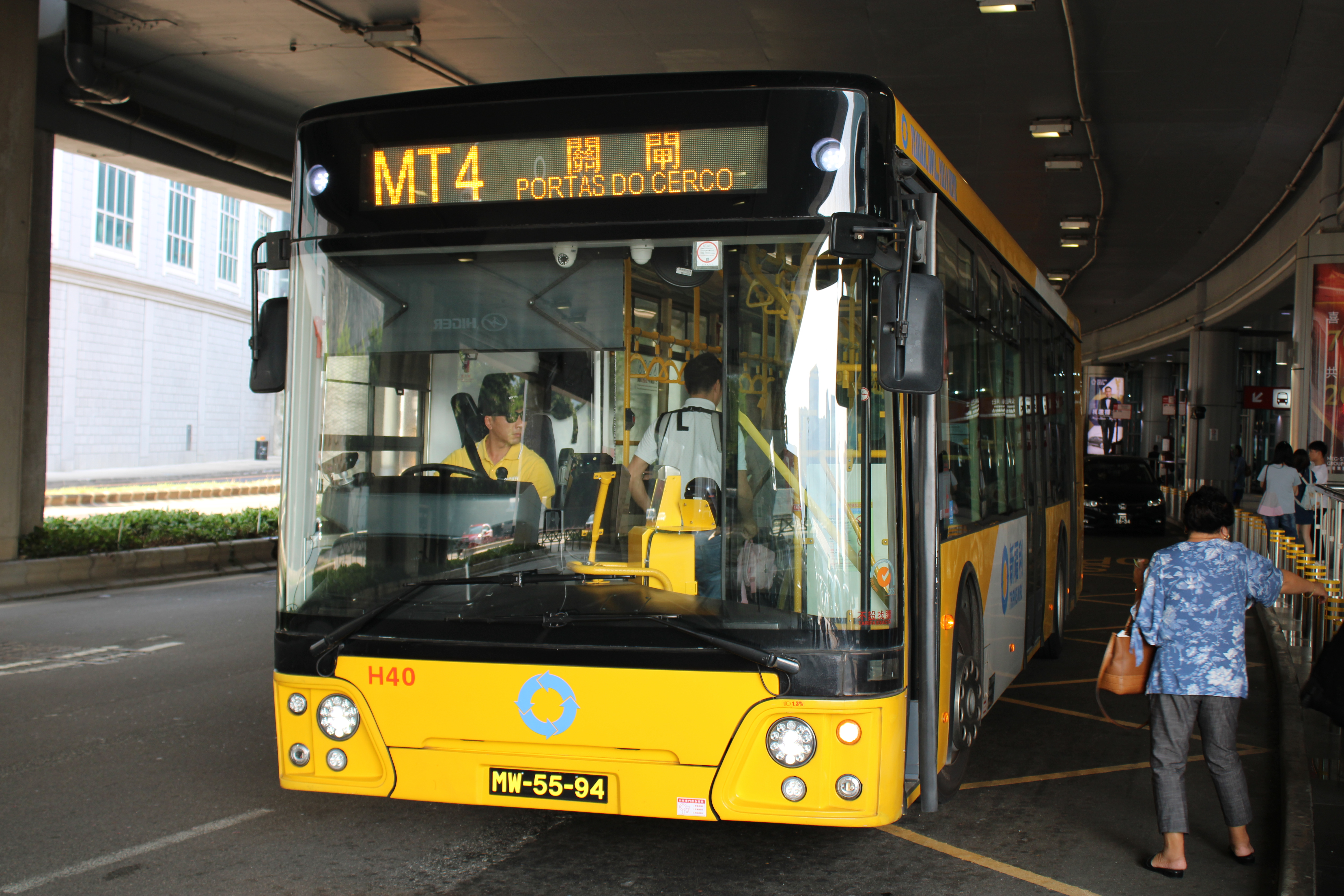
蘇州金龍KLQ6115GQ
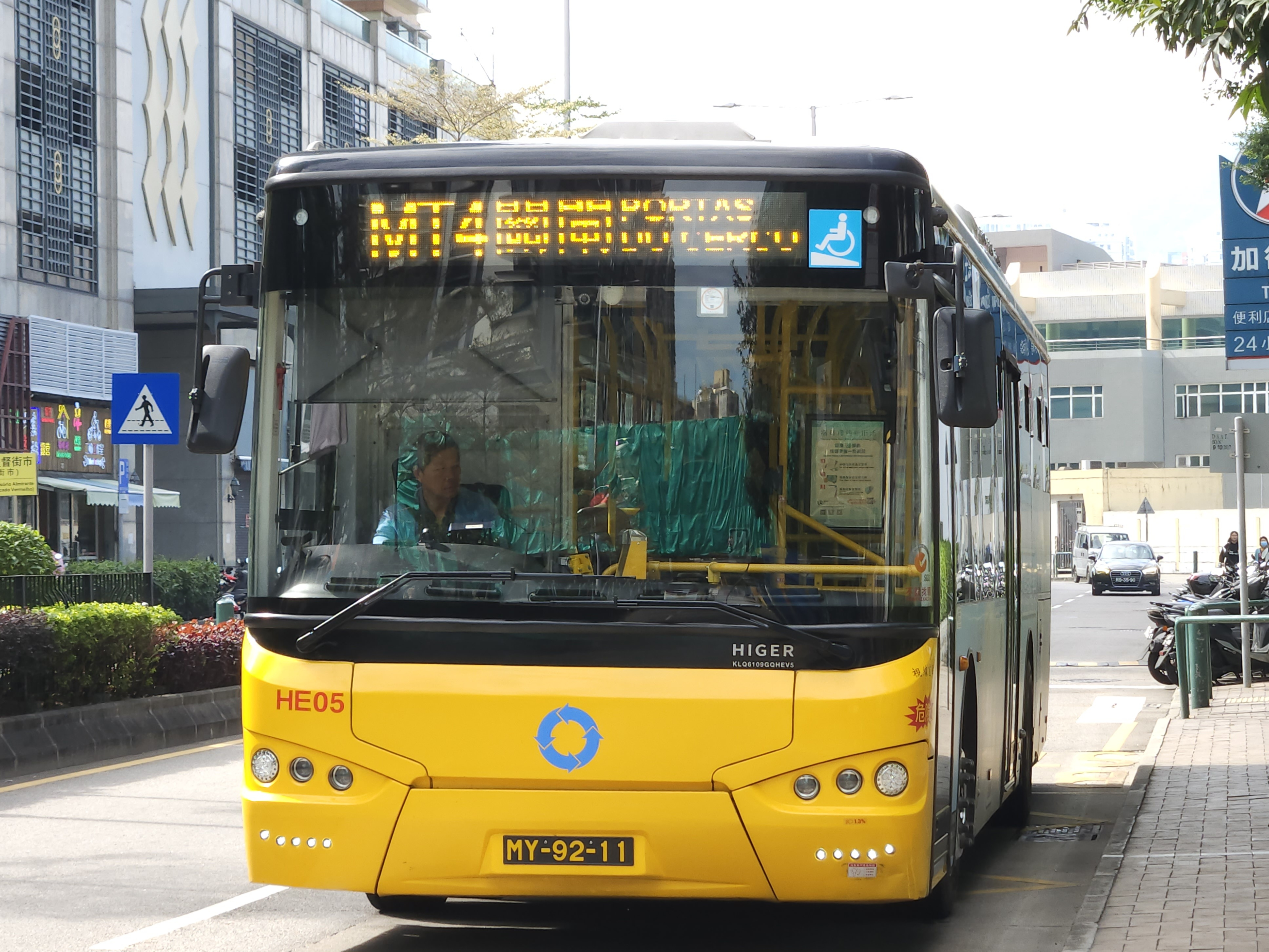
蘇州金龍KLQ6109GQHEV5
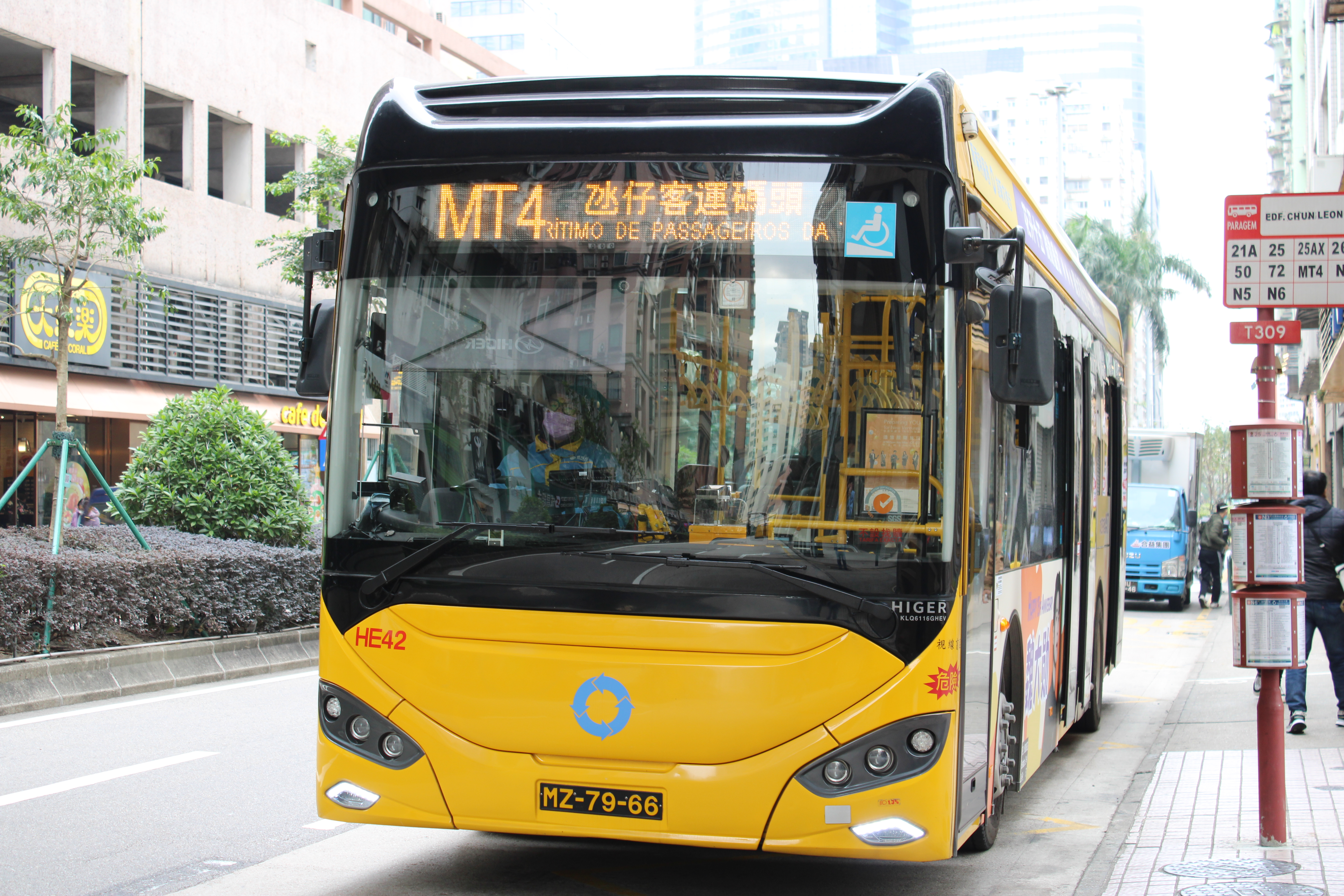
蘇州金龍KLQ6116GHEV
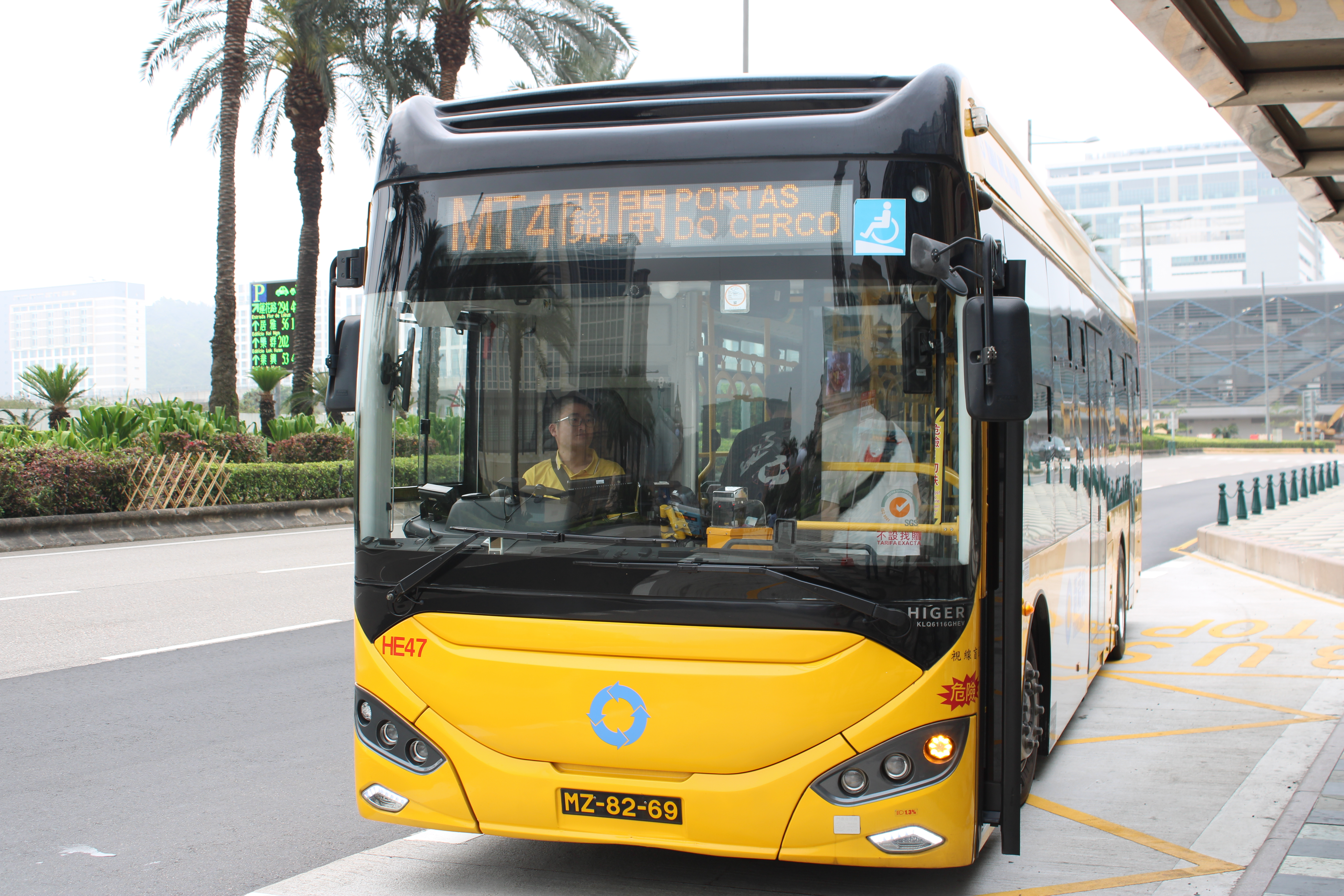
蘇州金龍KLQ6116GHEV
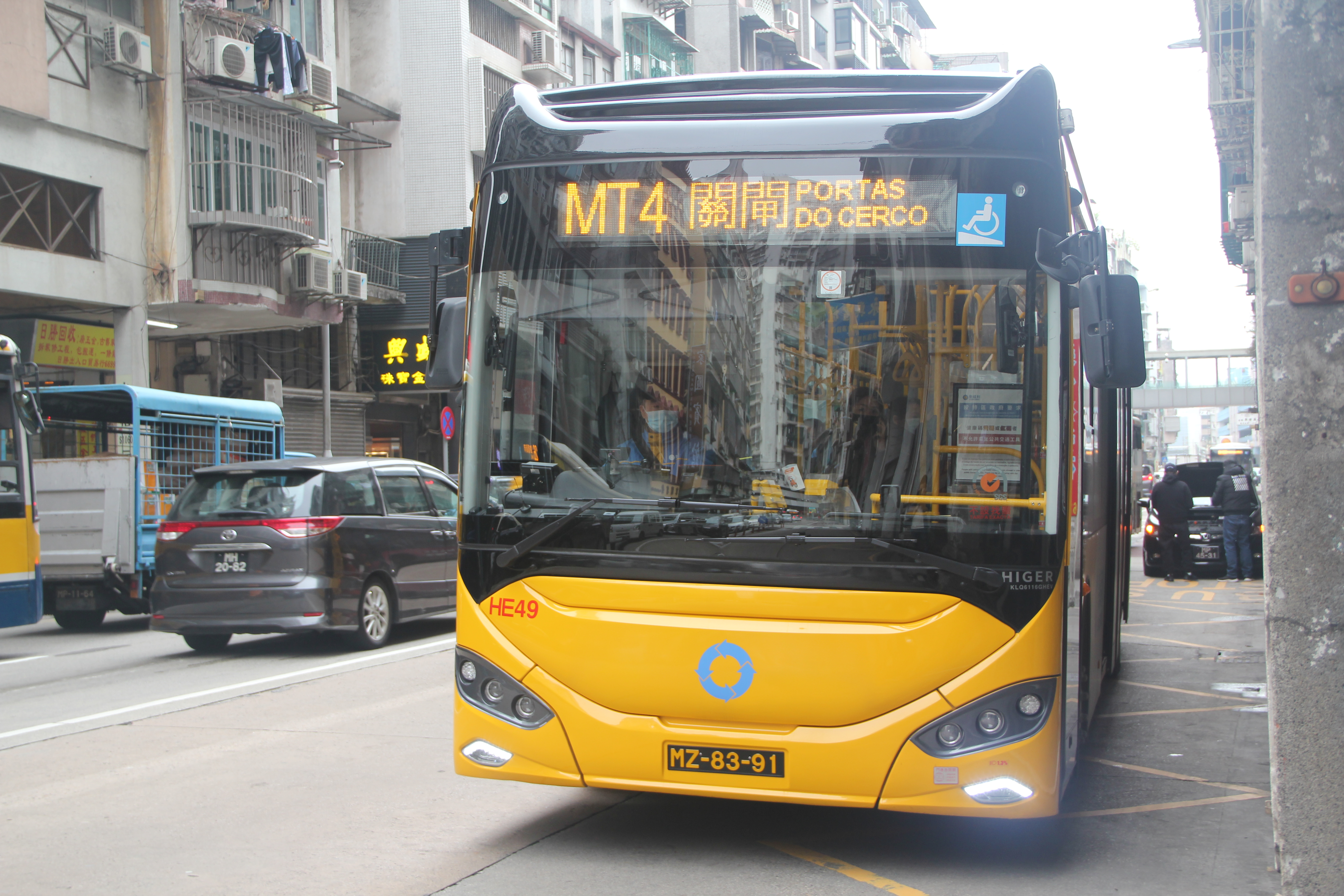
蘇州金龍KLQ6116GHEV
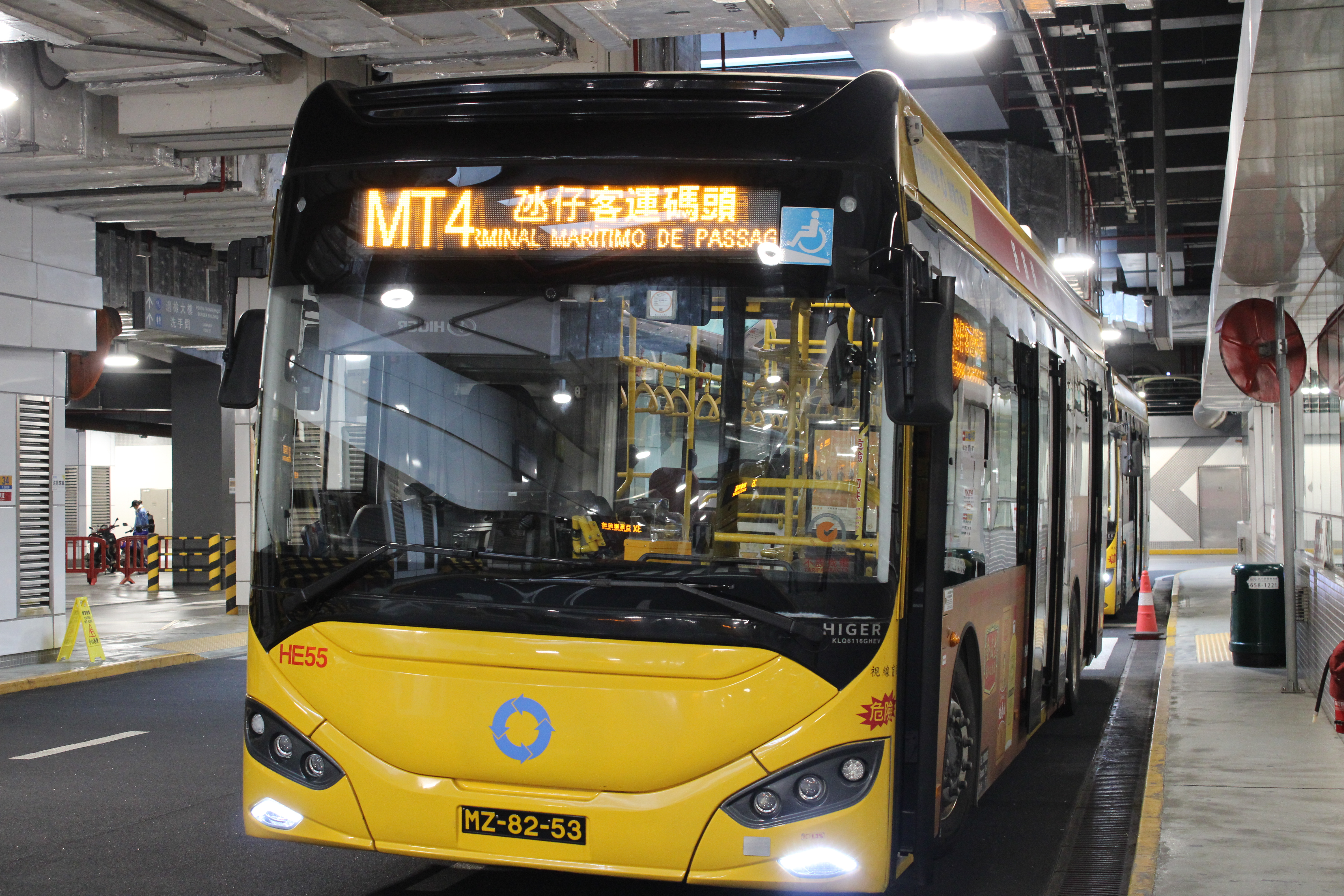
蘇州金龍KLQ6116GHEV
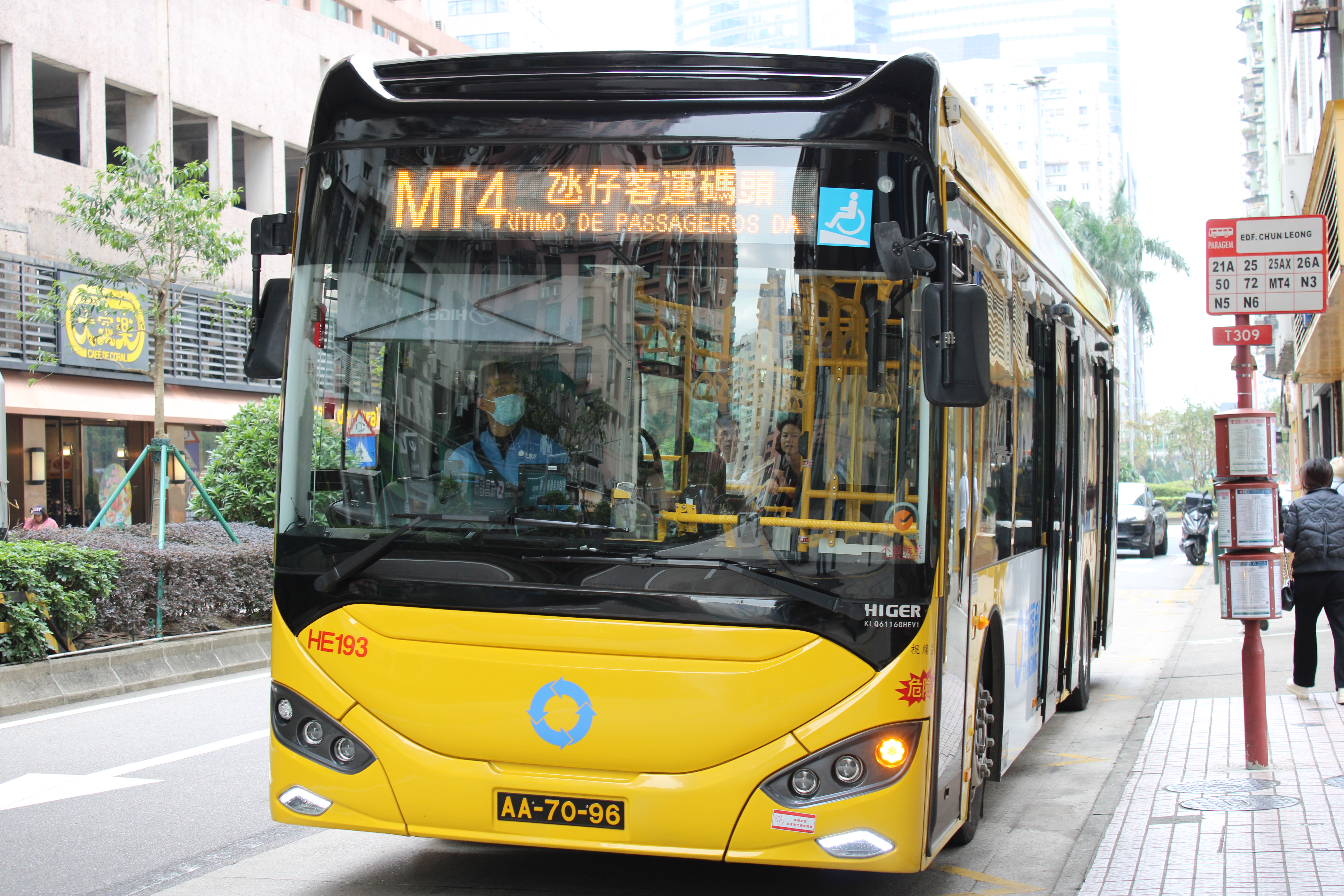
蘇州金龍KLQ6116GHEV1
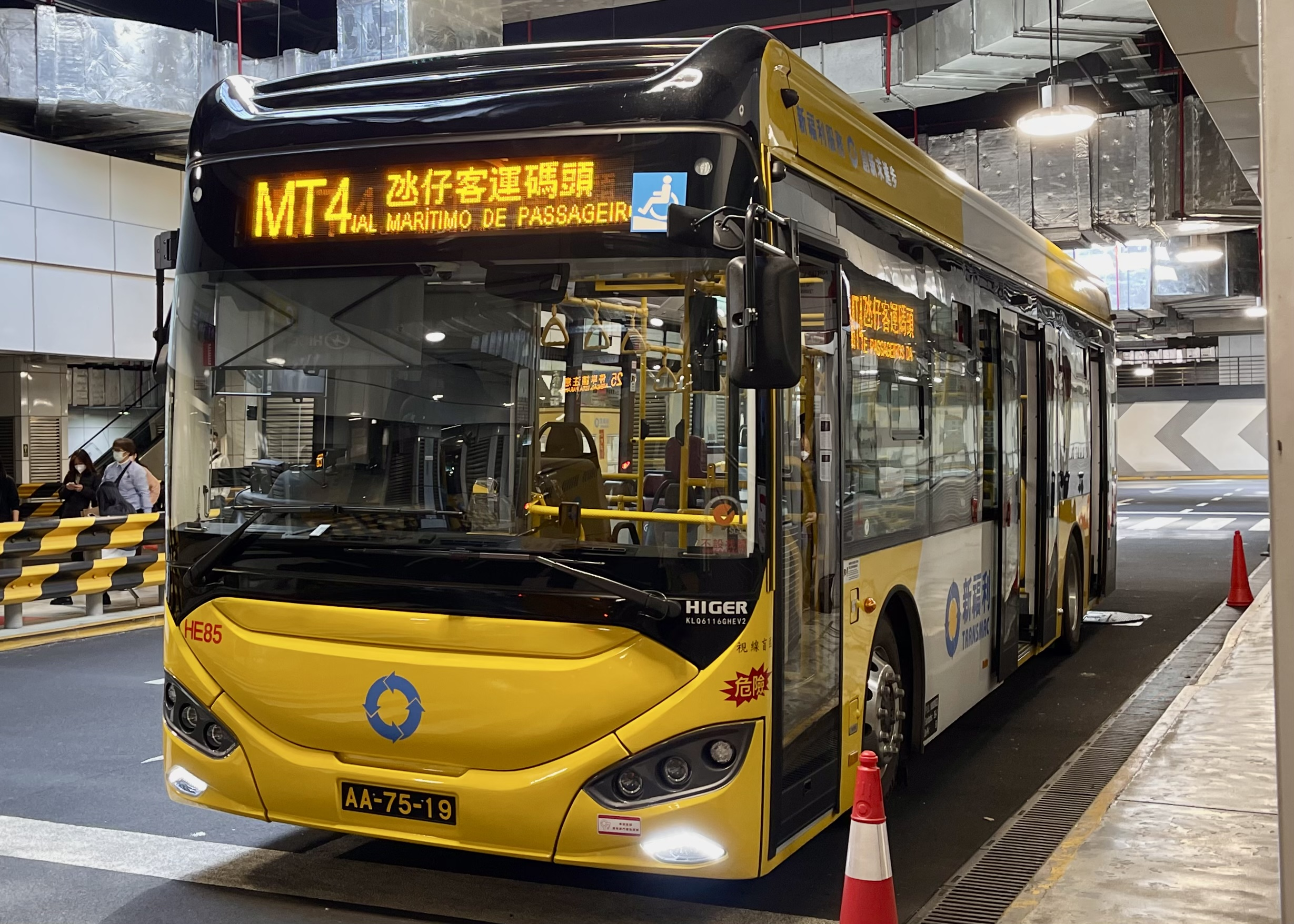
蘇州金龍KLQ6116GHEV2
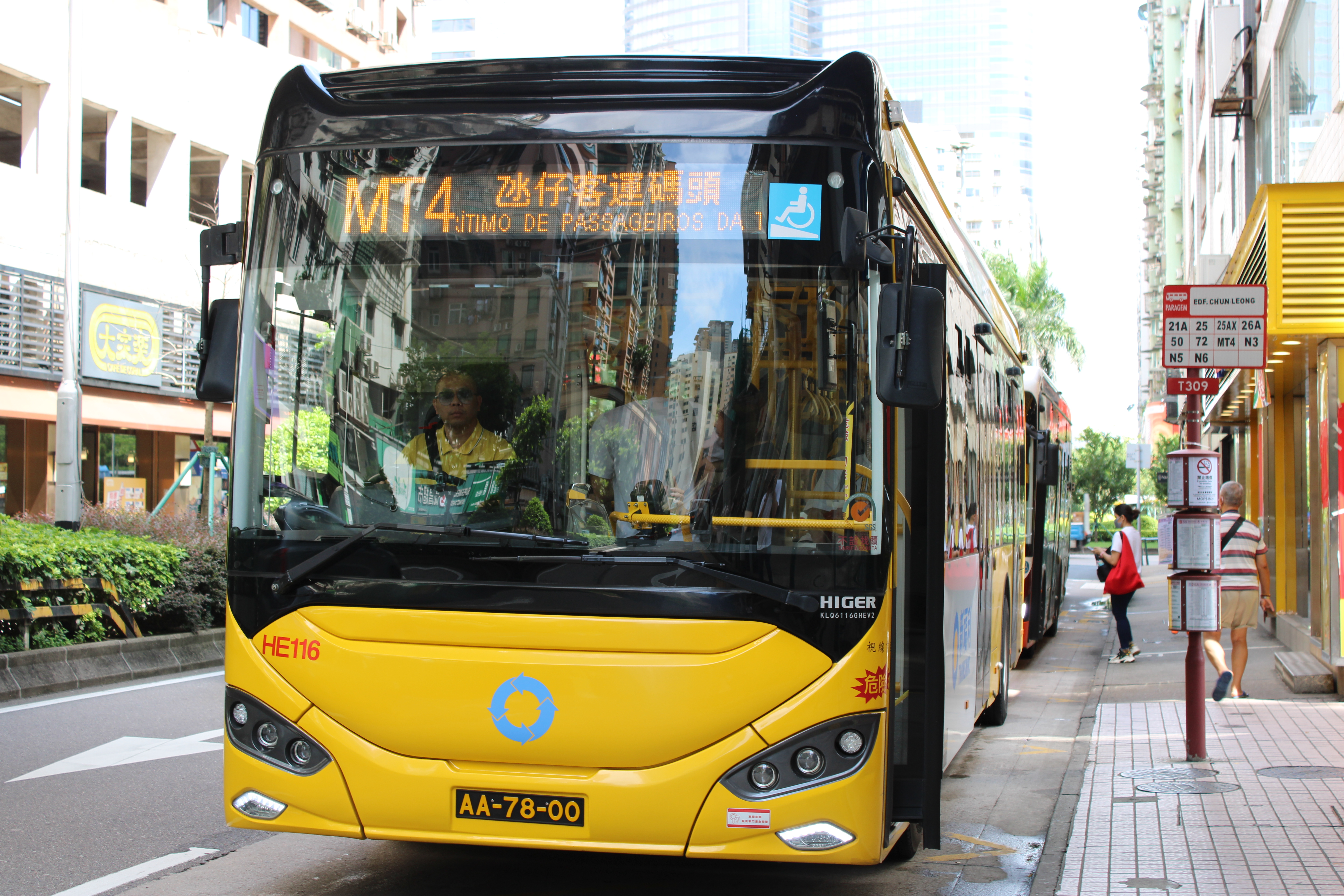
蘇州金龍KLQ6116GHEV2
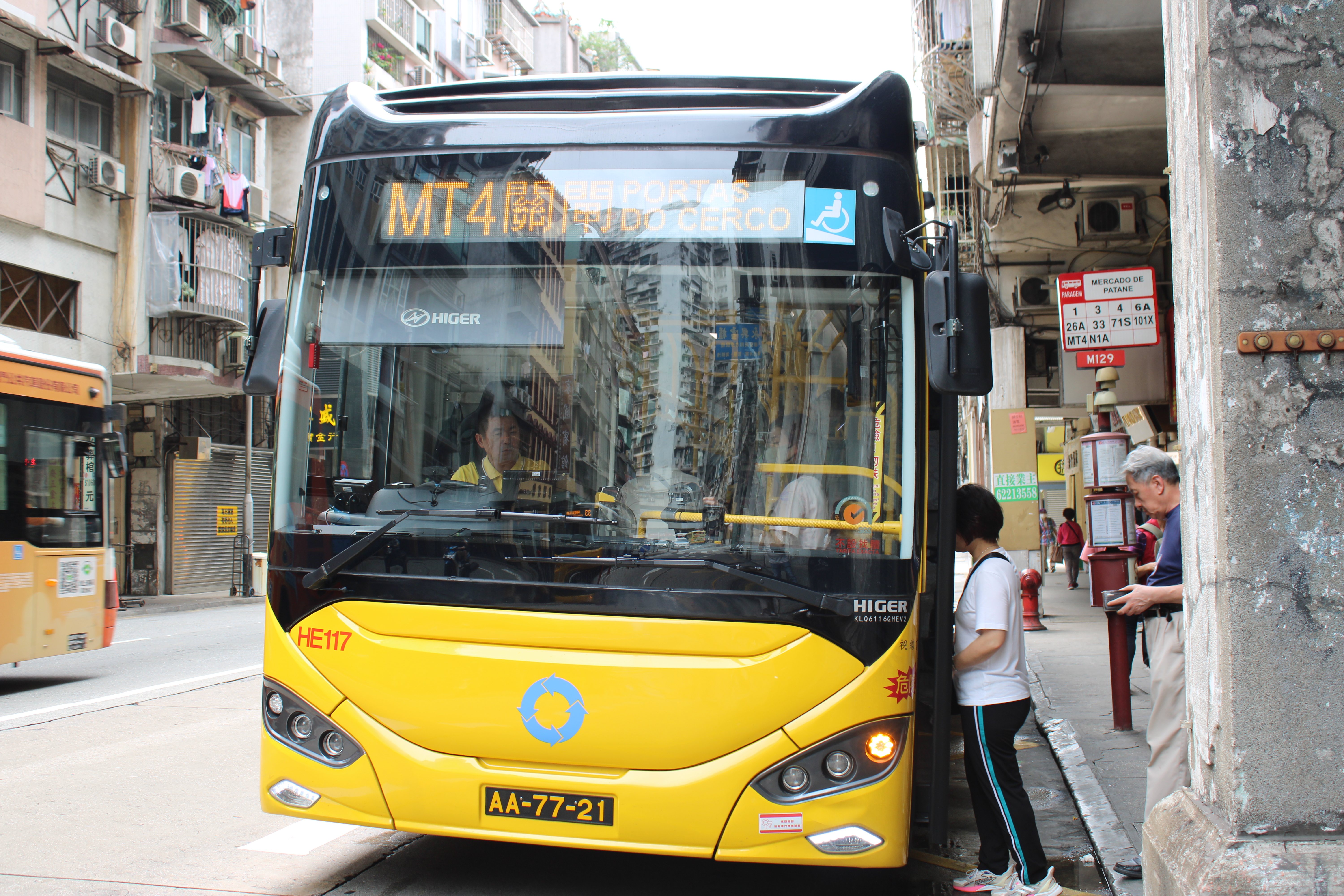
蘇州金龍KLQ6116GHEV2
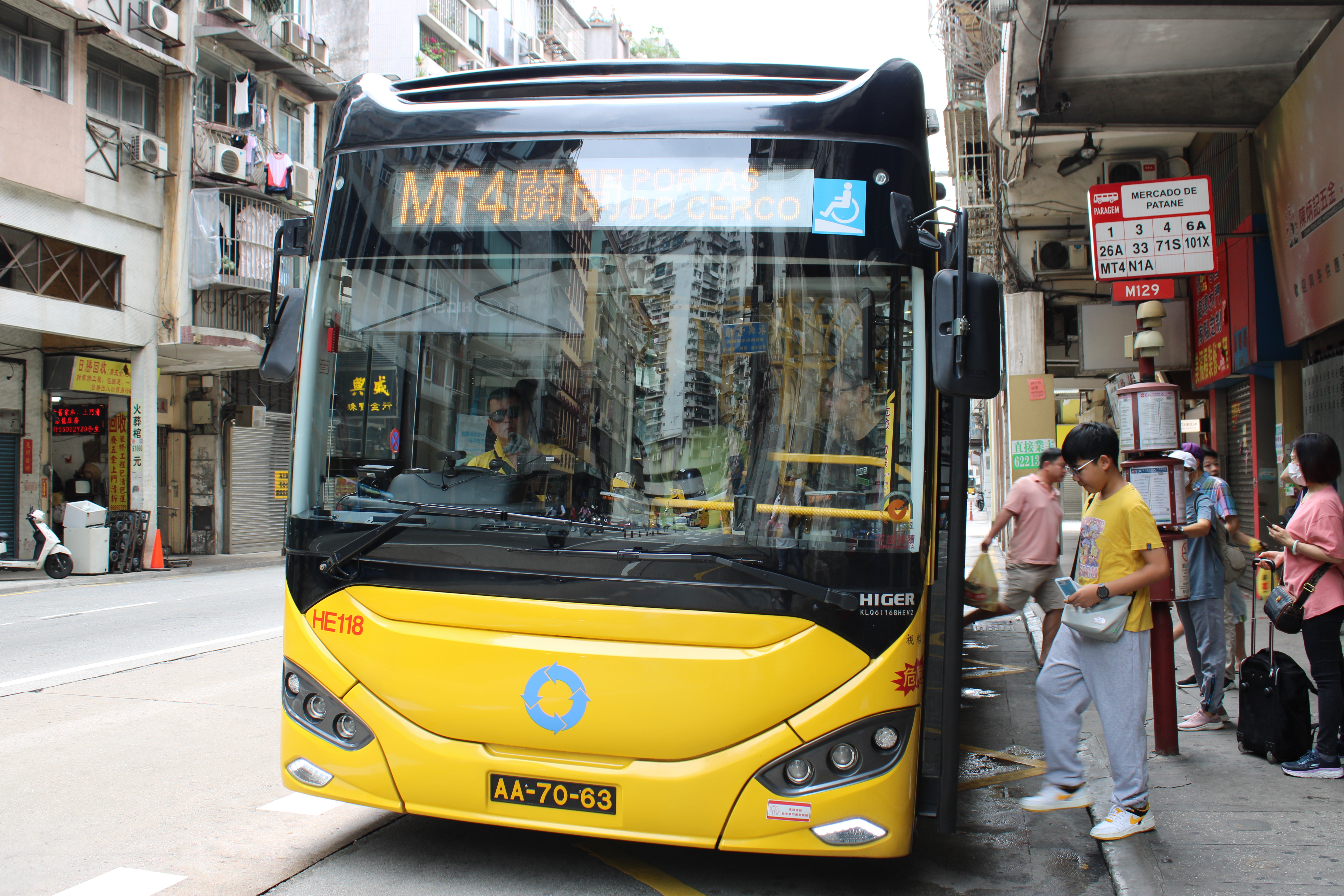
蘇州金龍KLQ6116GHEV2
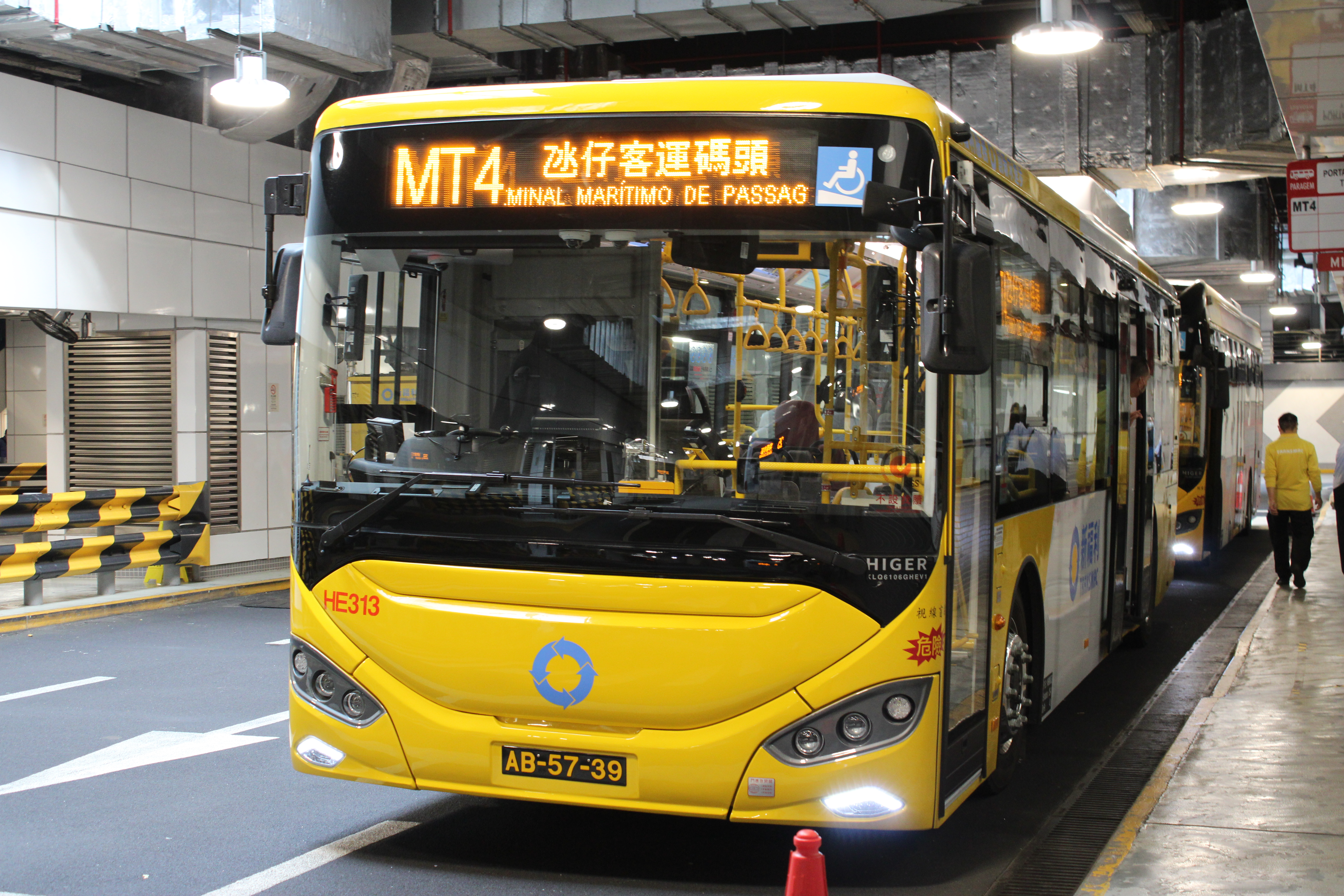
蘇州金龍KLQ6106GHEV1
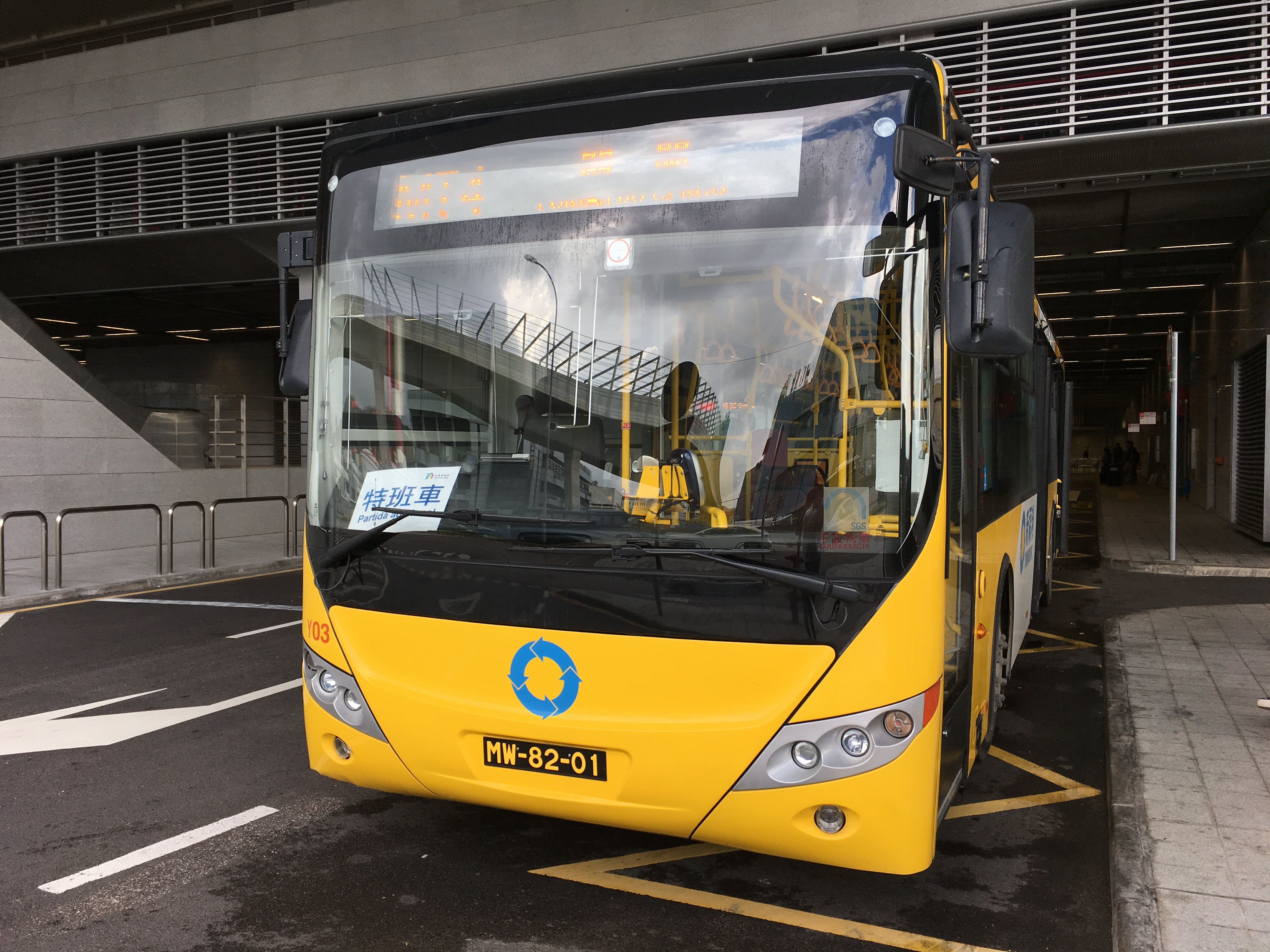
宇通ZK6128HG
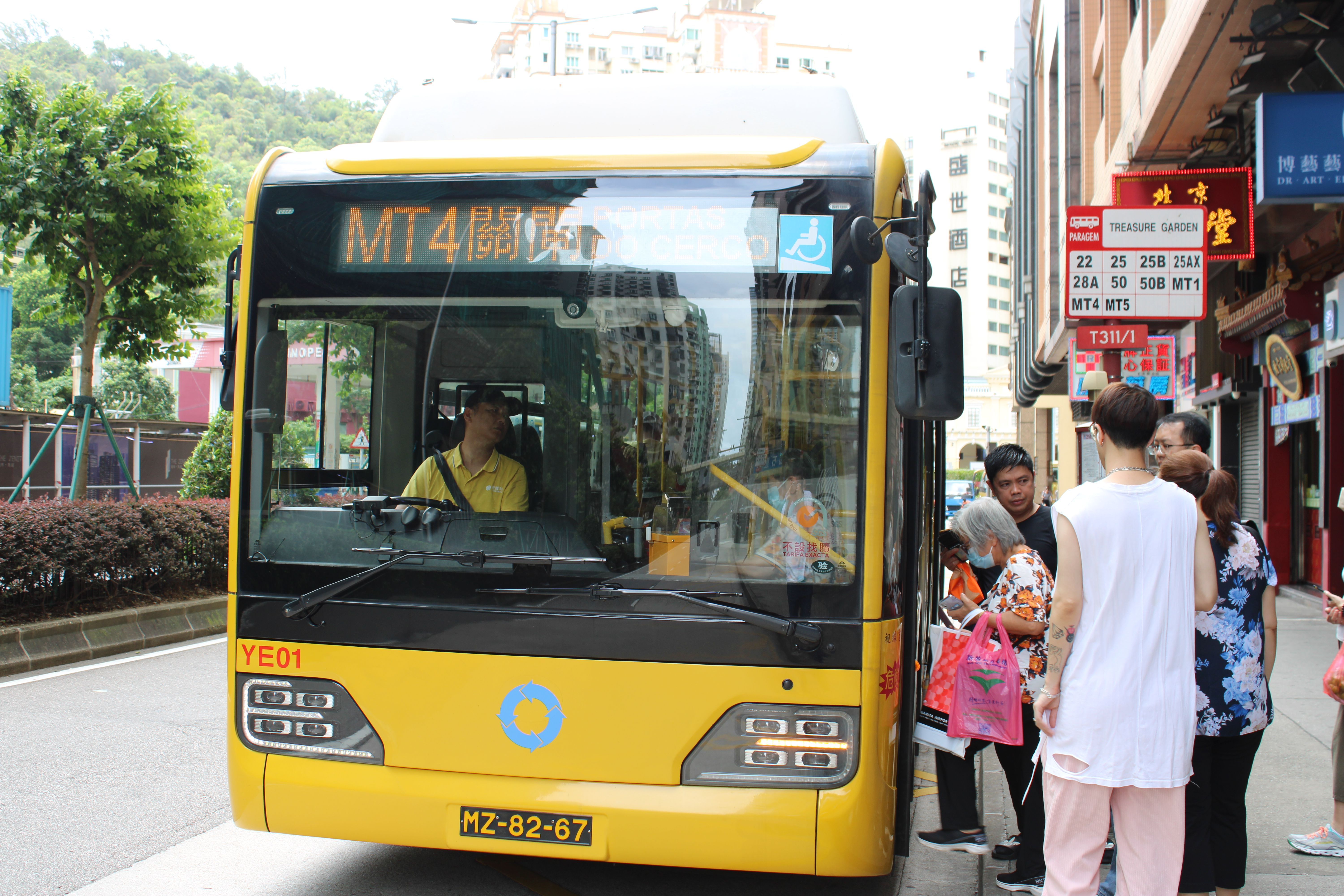
宇通ZK6116SHEVPG
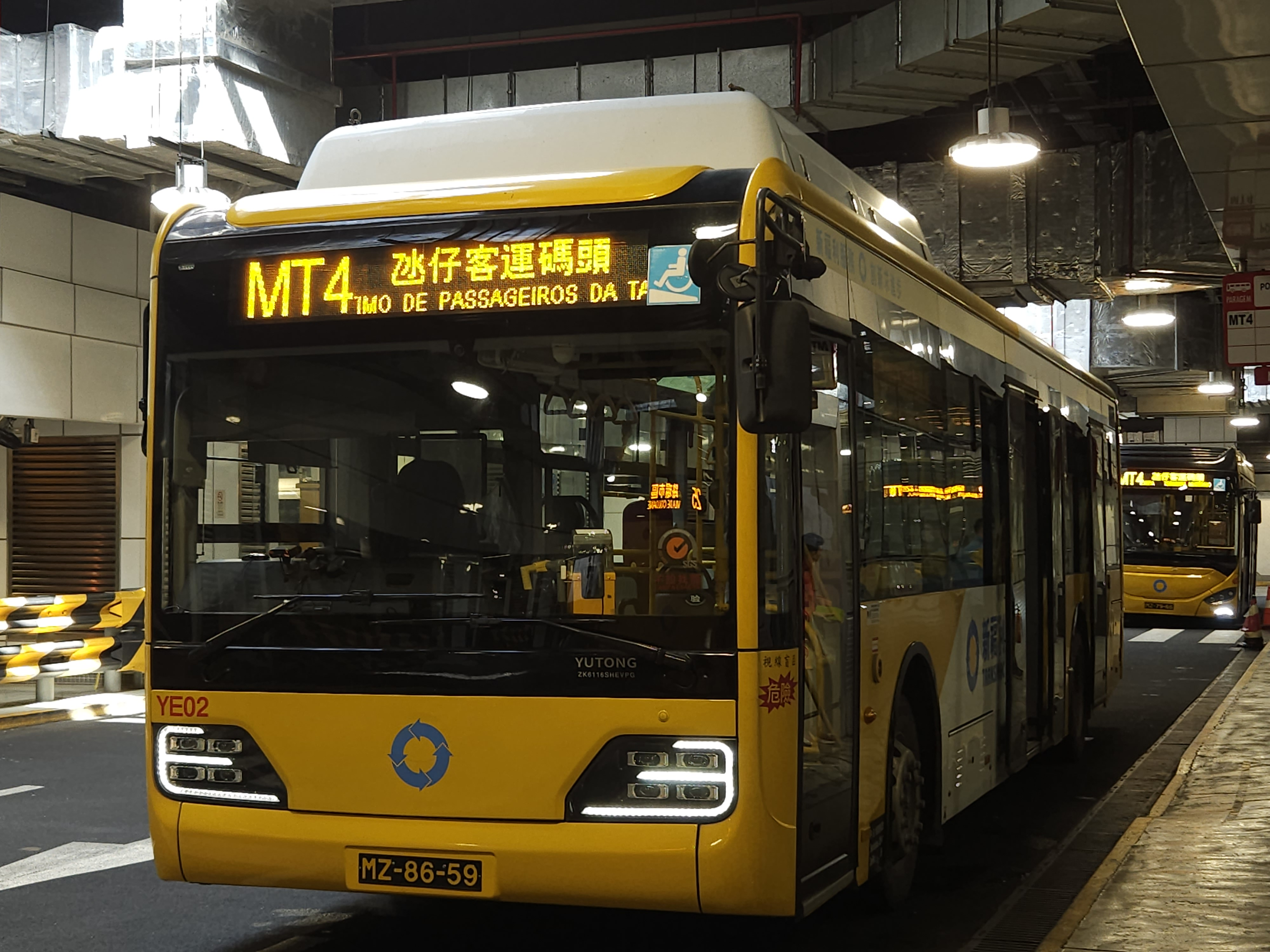
宇通ZK6116SHEVPG
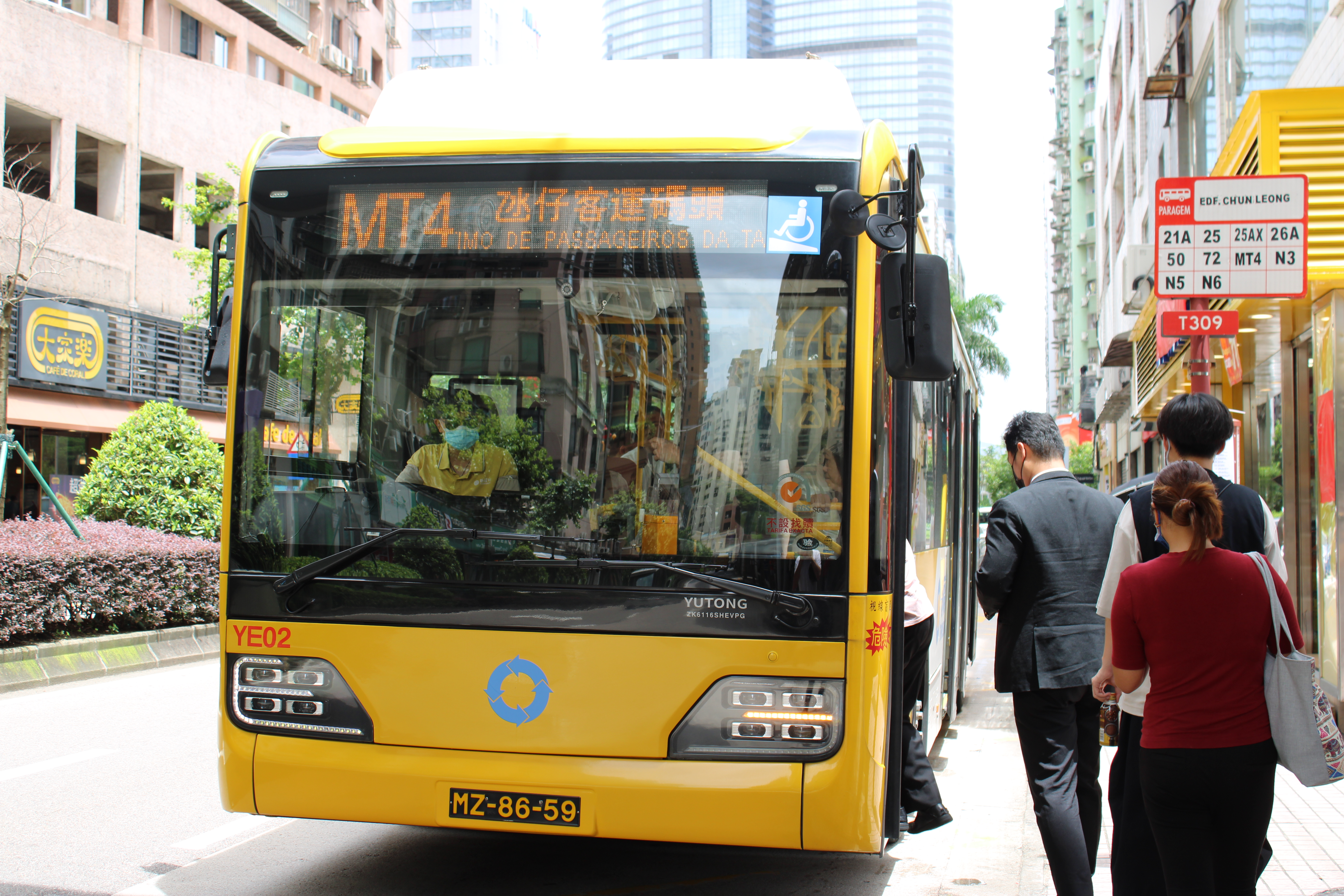
宇通ZK6116SHEVPG

## 外部連結
- 澳門新福利公共汽車有限公司（官方網站） （页面存档备份，存于）